# Histoire du sport en France
Vous lisez un « bon article » labellisé en 2013.

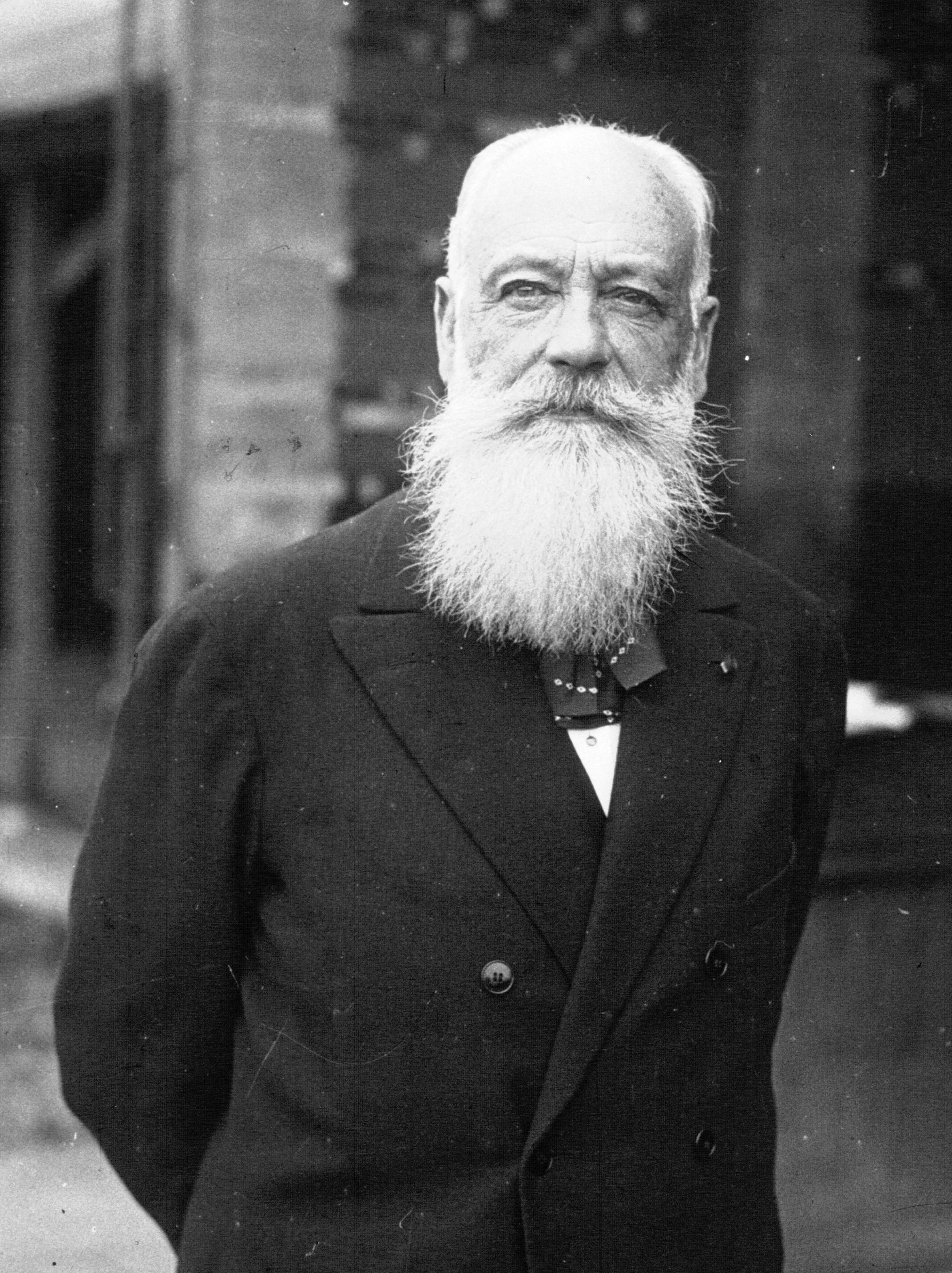
Le comte Justinien Clary, 12 ans président du CNS et du COF.

L'histoire du sport en France peut se découper dans le temps en séquences spécifiques relativement homogènes mais de durées très variables. Ses origines remontent pour beaucoup à la période gallo-romaine avant de revêtir des formes particulières au Moyen Âge puis de justifier un discours très construit lors de la Renaissance. Celui-ci ne se cristallise vraiment en France que dans la première partie du XIXe siècle avec le développement de la gymnastique comme activité éducative et hygiénique. Ce n'est qu'à la fin de ce siècle que certains s'efforcent d'y associer la compétition sportive venue timidement d'outre-Manche comme activité de loisir de l'aristocratie. Ces pionniers doivent lutter contre le manque d'intérêt des pouvoirs publics et leurs dissensions internes entre les tenants du modèle anglo-saxon et ceux des jeux traditionnels français. Cette période, qui va jusqu'à la guerre de 1914, voit l'émergence de l'olympisme et le partage du sport français entre trois grands organismes : l'Union des sociétés de gymnastique de France apparue dès 1875, l'Union des sociétés françaises de sports athlétiques et les patronages de la Fédération gymnastique et sportive des patronages de France. À partir du 1er juillet 1901, celles-ci bénéficient du nouveau statut associatif.
Ce n'est qu'après l'armistice du 11 novembre 1918 que le sport français commence à s'engager vers la modernité avec l'éclatement de l'USFSA qui donne naissance aux actuelles fédérations unisports. Le Front populaire manifeste un intérêt certain pour le développement du sport, mais ce n'est que l'État français de Vichy qui lui fournit son premier cadre législatif avec la Charte des sports de décembre 1940. Le gouvernement provisoire d'Alger l'abroge par ordonnance dès 1943 mais s'empresse de confirmer en 1945 l'intérêt de cet enjeu national par une nouvelle ordonnance qui place peu ou prou le sport français en délégation de pouvoirs. Les urgences de reconstruction de la nation font néanmoins passer au second plan cet intérêt jusqu'en 1960 où l'échec français aux Jeux olympiques de Rome entraîne un réveil brutal. Un important programme de constructions sportives est mis en œuvre, des postes de fonctionnaires sont mis à la disposition des fédérations et la formation des cadres structurée par une loi en 1963 puis la mise en place de brevets d'état d'éducateurs sportifs (BEES). Il faut cependant attendre 1975 pour qu'une loi se préoccupe de préciser les structures du sport. Les fédérations — partagées entre un Comité national des sports et un Comité olympique français et, jusqu'ici, plus ou moins livrées à elles-mêmes — sont regroupées au sein d'un organisme unique : le Comité national olympique et sportif français. Cette loi est remplacée en 1984 par un nouveau texte qui crée un service public des activités physiques et sportives aussitôt délégué au mouvement sportif. Modifiée et complétée à deux reprises par des ministres successifs, celle-ci est le cadre de développement et de fonctionnement du sport français contemporain.

## De la protohistoire du sport aux temps modernes

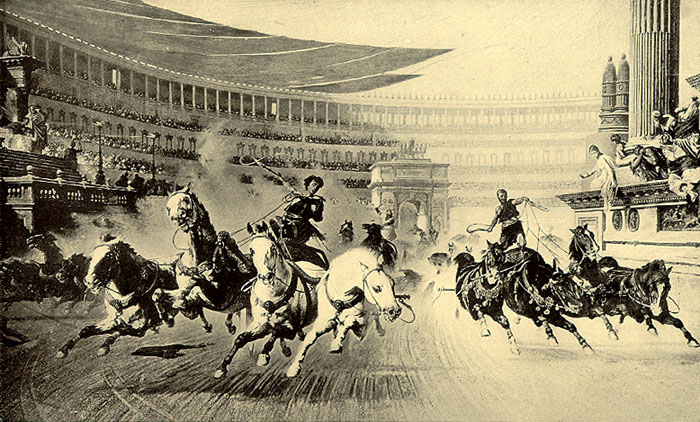
La course de chars.

Si l'on sait peu de choses sur les activités physiques des populations primitives qui occupent les territoires composant aujourd'hui la France, celles des peuples de Mésopotamie et du bassin méditerranéen apparaissent sous deux formes souvent très liées : l'entraînement militaire et les cultes sacrés, la danse et l'acrobatie caractérisant ce second domaine. Puis Jacques Ulmann rappelle que « Quand leurs occupations habituelles leur laissent des loisirs, les héros d'Homère les consacrent au jeu. Mis au repos les guerriers d'Achille lancent disque et javelot, tirent à l'arc ». Mêlé au sacré, cet aspect ludique se concrétise avec l'apparition des Jeux olympiques vers 776 av. J.-C. et vers -430, avec Hippocrate, les exercices physiques prennent déjà une dimension prophylactique et hygiénique.

### La période gallo-romaine

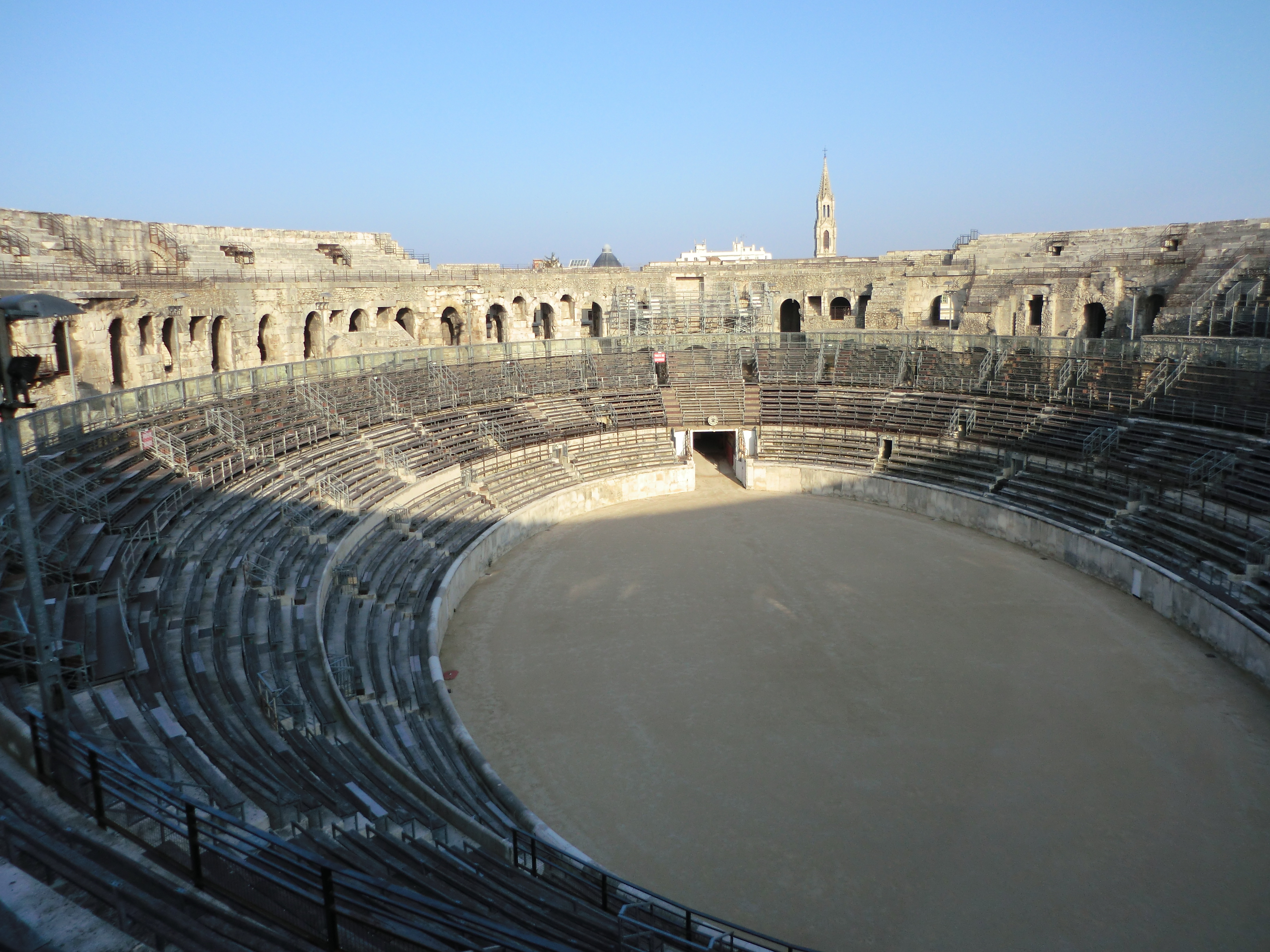
Les arènes de Nimes.

La pratique sportive organisée est introduite en Gaule par les Romains, héritiers en ce domaine des Étrusques et des Grecs. Arènes, stades et hippodromes sont érigés en Gaule. Cette période est marquée par la course de chars, sport roi de l'Antiquité et les grands spectacles sportifs avec combats de gladiateurs et de fauves. Parmi les monuments gallo-romains destinés au sport, citons les arènes de Nîmes ou les vestiges du cirque d'Arles. Avec Claude Galien la Rome du IIe siècle prône aussi l'intérêt de l'activité physique pour le maintien de la santé. En 393, l'empereur Théodose Ier, sous l'influence d'Ambroise, évêque de Milan, se convertit au christianisme et ordonne l'abandon des rites et cultes païens. Pour l'Empire romain d'Occident, l'édit signe la fin des jeux du cirque mais chez les civils la pratique individuelle, qui s'est déjà réduite à peu de chose, semble peu affectée par la mesure.

### Le Moyen Âge

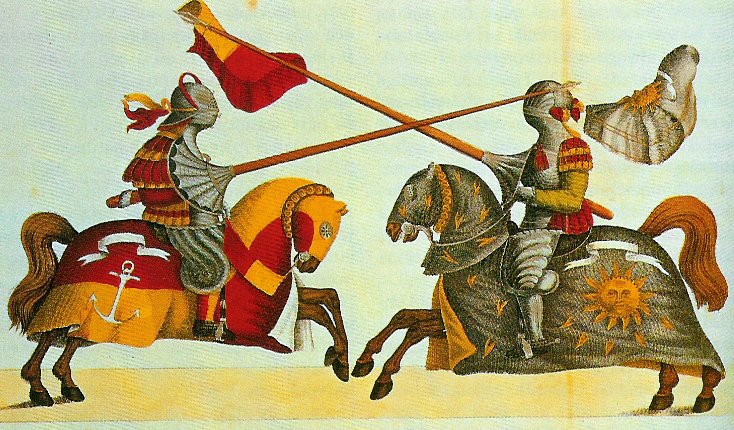
Joute équestre.

Le tournoi, dont une première mention écrite semble apparaître en 842, s'impose comme l'activité la plus prisée dès le IXe siècle. Cet authentique art martial est très violent et de nombreux morts et blessés sont à déplorer. L'Église renouvelle ses interdits sept siècles durant, sans effet. Les rois de France publient également des interdictions, tel Saint Louis en 1260, mais la pratique perdure jusqu'à la fin du XVe siècle. Cette activité ouverte à l'origine à tout homme robuste permet d'obtenir le statut de chevalier. Certaines parties de tournois sont en revanche strictement réservées aux militaires. Des variantes moins violentes apparaissent à partir des XIIIe et XIVe siècles : joute équestre, pas d'armes et d'autres activités permettant la participation de tous, découlent également des sports des chevaliers : la joute nautique en particulier, pratiquée dès le XIIe siècle en France.

### Les sports de la France de l'Ancien Régime

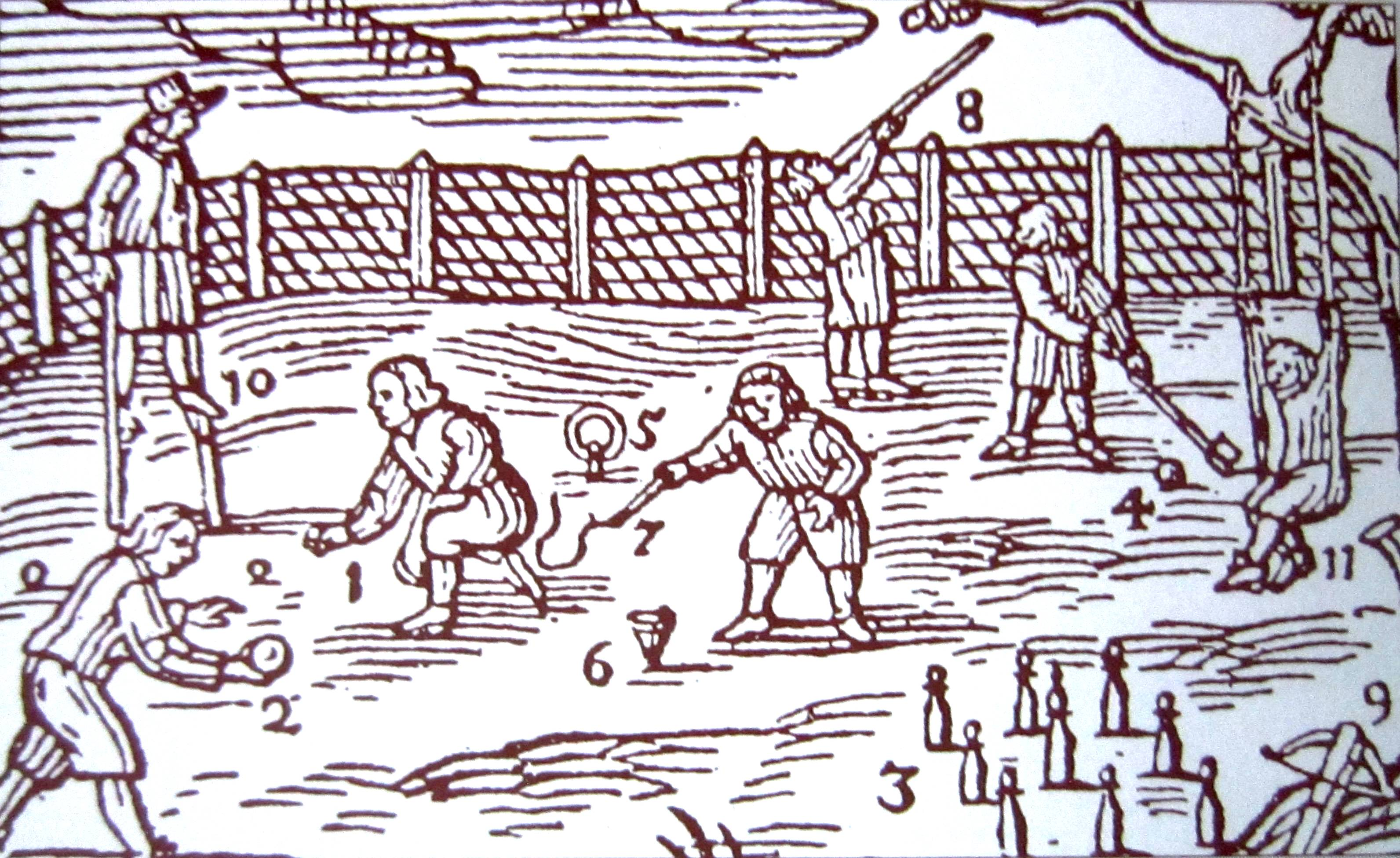
Jeux et sports populaires vers 1650
in Orbis sensualium pictus.

En 1534, Rabelais publie son Gargantua. Cet ouvrage est une mine d'informations concernant les sports et jeux car l'éducation humaniste de Gargantua comprend un solide programme sportif. Rabelais cite 218 sports et jeux ainsi que la dernière mention du jeu romain de la pila trigonalis. Parmi les sports pratiqués avant la Révolution, citons la soule, les barres, la crosse, le billard, le croquet, le cricket, les jeux de quilles et de lutte régionaux, le tir à l'arc, l'escrime et le sport hippique. Le calcio florentin est également pratiqué de manière exceptionnelle en France à l'occasion de visites de personnalités ou de grands mariages. La première mention en France du jeu de quilles date de 1318 tandis que celle du criquet remonte à 1478 à Saint-Omer. Ce sport reste très pratiqué dans l'hexagone jusqu’au XVIIIe siècle. La mort d'Henri II de France le 30 juin 1559 à l'issue d'une joute équestre sonne le glas des sports de chevalerie. L'expansion du jansénisme dans les milieux enseignants, matérialisée au début du XVIIIe siècle par le Traité des études de Charles Rollin, influe grandement sur la diminution des activités physiques dans le système éducatif, jusqu'ici en honneur dans les établissements des jésuites. De la fin du XVIIe siècle à la Révolution française on peut évoquer pour la France un siècle de parenthèse janséniste à propos des pratiques sportives.

### Les racines du renouveau pédagogique

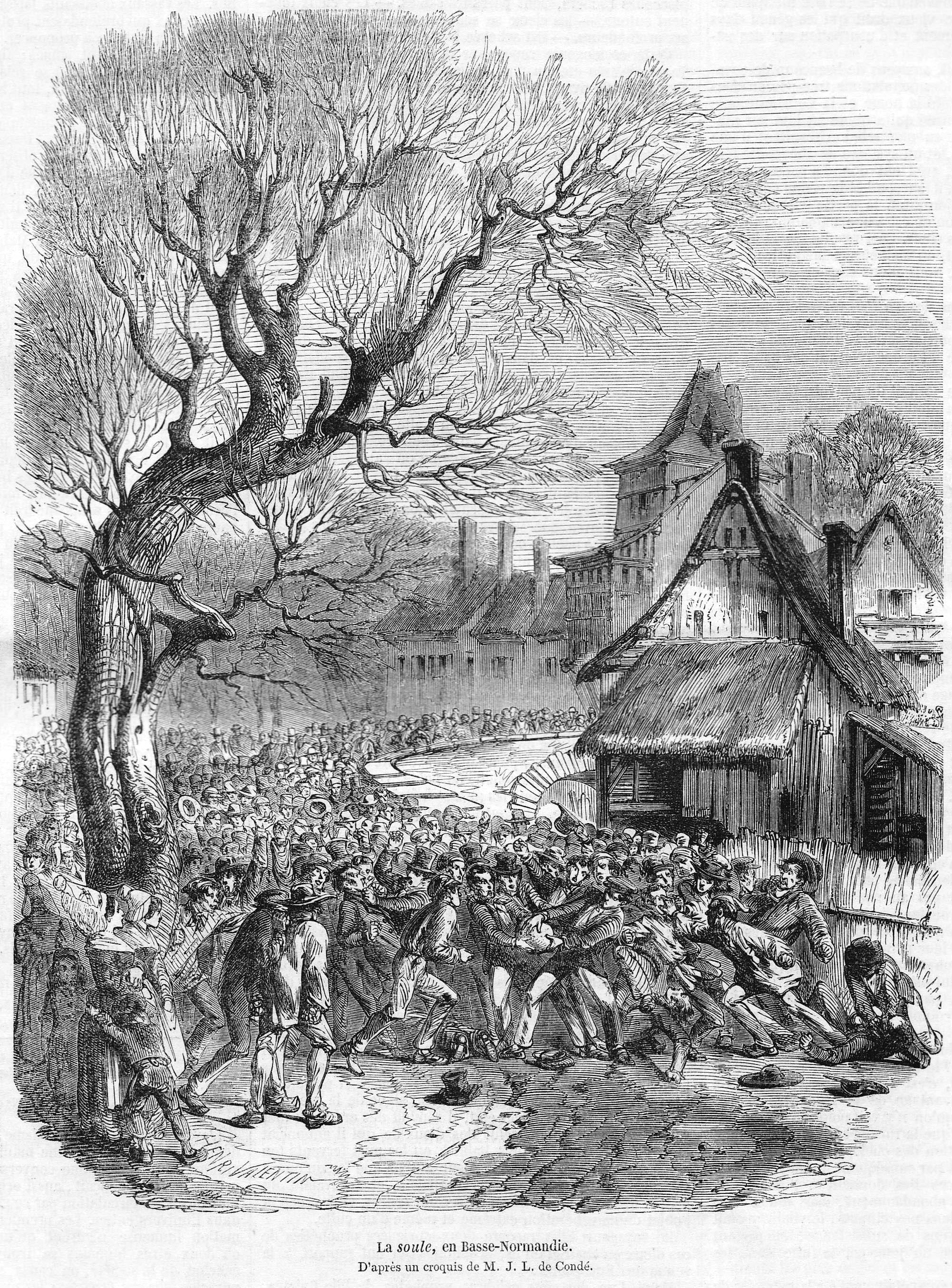
La soule.

La Réforme est d'abord une contestation pédagogique : avant d'être des théologiens, ses promoteurs sont des étudiants insatisfaits du fonctionnement scolastique de l'Université médiévale qui osent poser à propos des contenus d'enseignement une question nouvelle : à quoi ça sert ?. Dans le cadre du mouvement humaniste né en réponse en Italie, Rabelais puis Michel de Montaigne contribuent à cette réflexion en France mais les applications pratiques restent limitées. En fait il faut plutôt les rechercher du côté de la Contre-Réforme catholique et Ignace de Loyola qui fait véritablement place à la danse, à l'escrime, au théâtre, aux jeux et à la compétition dans le programme de ses établissements qui essaiment en Europe avant de gagner le reste du monde. C'est de cette réflexion poursuivie côté protestant par Jan Comenius puis John Locke et Jean-Jacques Rousseau que se nourrissent les premiers théoriciens de la gymnastique : Johann Bernhard Basedow, Johann Christoph Friedrich GutsMuths puis Johann Heinrich Pestalozzi. Cependant cette réflexion se déroule surtout dans les pays de culture germanique et elle ne commence véritablement à influencer la France qu'après la traduction en 1805 de l'ouvrage de GuthsMuths, Gymnastique pour la jeunesse, par Armar et Durivier.

### Le jeu de paume: une passion française

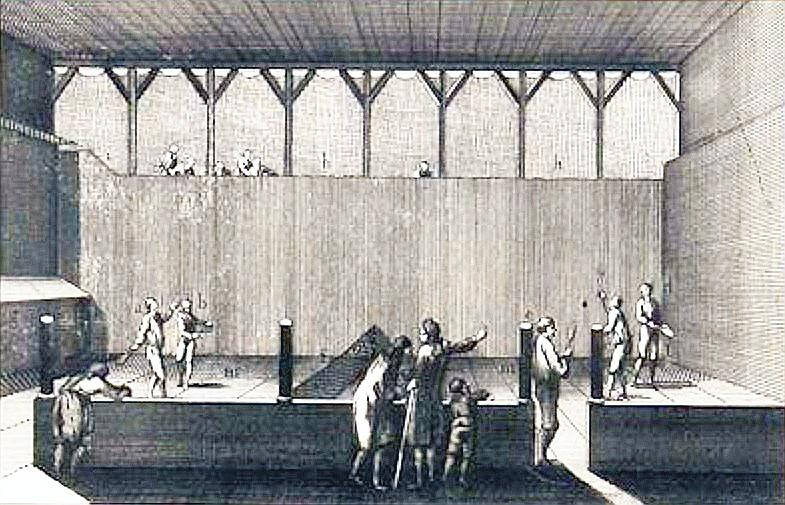
Jeu de paume.

Si le peuple reste spectateur des tournois et joutes équestres ce n'est pas le cas du jeu de paume, sport roi en France du XIIe siècle au XVIIIe siècle. Joué d'abord à mains nues, le battoir est inventé au XVe siècle puis la raquette avec cordage en chanvre ou en boyau apparaît en 1505 et devient courante dès 1510. Le jeu de paume, à l'origine du tennis et de la pelote basque, culmine au XVe siècle et au début du XVIe siècle alors que les humanistes, de Rabelais à Mercurialis en passant par Michel de Montaigne, mettent sur le même plan éducation intellectuelle et éducation physique. La France se couvre de terrains extérieurs ou couverts et le 9 novembre 1527 François Ier officialise le professionnalisme sportif pour mettre sur le même plan les gains du joueur de paume et les salaires car paris et enjeux ont déjà transformé pour beaucoup cette activité sportive en métier. Louis XIII puis Louis XIV tentent de limiter le nombre de terrains et introduisent d'autres activités tels le billard et le sport hippique. Au XVIIIe siècle, le jeu de paume connaît un lent déclin mais il organise le premier championnat du monde, tous sports confondus, en 1740 ; le français Clergé, vainqueur du tournoi, est le premier champion du monde de l'histoire du sport. Si la leçon est bien assimilée par les Britanniques qui découvrent au début du XVIIe siècle les joies et les vertus du sport, en revanche elle semble oubliée, peut-être sous l'influence de l'activisme janséniste du XVIIIe siècle, par les philosophes des Lumières. La France, jadis place forte du sport, s'en est désintéressée à la veille de la Révolution française.

## LeXIXesiècle
La période traitée ici qui va en fait de la Révolution française à la défaite de Sedan constitue pour le sujet un tout relativement homogène.

### Le mouvement gymnique

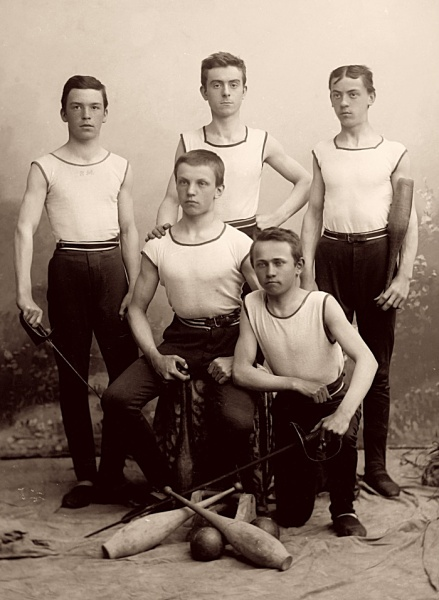
Sokols tchèques.

Même lorsqu'elle partage avec elles des activités, comme les tournois de chevalerie, la gymnastique diffère par son histoire et sa philosophie des pratiques hédoniques et folkloriques qui préludent au sport moderne. Comme le montrent, entre autres, certains hiéroglyphes égyptiens et l'histoire des Jeux olympiques antiques, c'est dans la préparation du combattant et les rites religieux qu'il faut rechercher sa lointaine origine. Au XVIIe siècle, la réflexion sur les besoins de l'industrialisation naissante lui attribue une nouvelle fonction sociale : préparer les futurs tâcherons à leur rude existence. C'est John Locke qui pose les fondements de cette pédagogie fonctionnelle et des écoles de travail dont l'idée sera reprise par Johann Heinrich Pestalozzi (1746-1827) et les théoriciens allemands de l'arbeitsschule. Rapidement les problèmes de santé de la population ouvrière conduisent à lui attribuer une fonction supplémentaire de prophylaxie. Pehr Henrik Ling est le plus représentatif de cette dernière tendance qui mène également à la kinésithérapie moderne. Dès la fin du XVIIIe siècle la gymnastique se développe en Europe d'abord en trois lieux distincts : la Suède avec Pehr Henrik Ling, les pays germaniques avec Guthsmuths (1759-1839), Jahn (1772-1852) et la Suisse avec Pestalozzi mais aussi plus tard dans l'empire austro-hongrois avec Miroslav Tyrš (1832-1884) et le mouvement sokol. Il ne s'agit encore le plus souvent que d'une activité physique généralisée à visée militaire ou hygiéniste.

### La gymnastique française

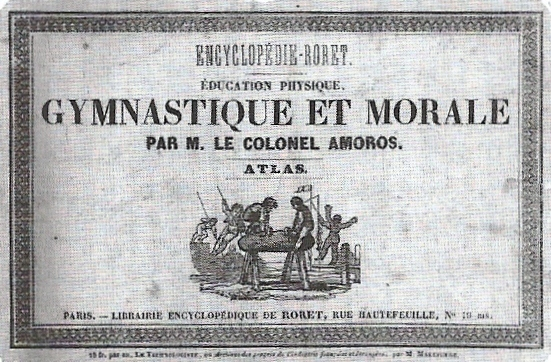
Ouvrage gymnastique en 1830.

En France, la gymnastique n'apparaît qu'au début de la Seconde Restauration avec Francisco Amoros. Elle connaît alors un développement militaire mais aussi civil rapide dans les gymnases privés et scolaires des établissements d'enseignement. Le gymnase devient alors le lieu de rencontre de l'intelligentsia urbaine et de débats sociopolitiques. Un gymnase normal militaire est créé en 1852 et, en 1867, le ministre de l'Instruction publique, Victor Duruy, mandate une mission d'étude sur la gymnastique en Belgique et dans les pays germanophones placée sous la présidence du docteur Hillairet. Publié le 15 février 1868 le rapport Hillairet, outre ses conclusions, recense les enseignants de gymnastique en France. Ce véritable constat de carence entraîne un décret de Victor Duruy qui institue le 12 mars 1869 un certificat d'aptitude à l'enseignement de la gymnastique (CAEG). Côté associatif, l'Alsace est sous le Second Empire un véritable laboratoire dont les expériences sont largement appliquées par la gymnastique associative de la IIIe République. Le 12 mai 1861, Jean-Jacques Ziegler organise à Guebwiller la première fête de gymnastique en France puis celle de Colmar en 1867 et de Strasbourg en 1869.

### Le sport

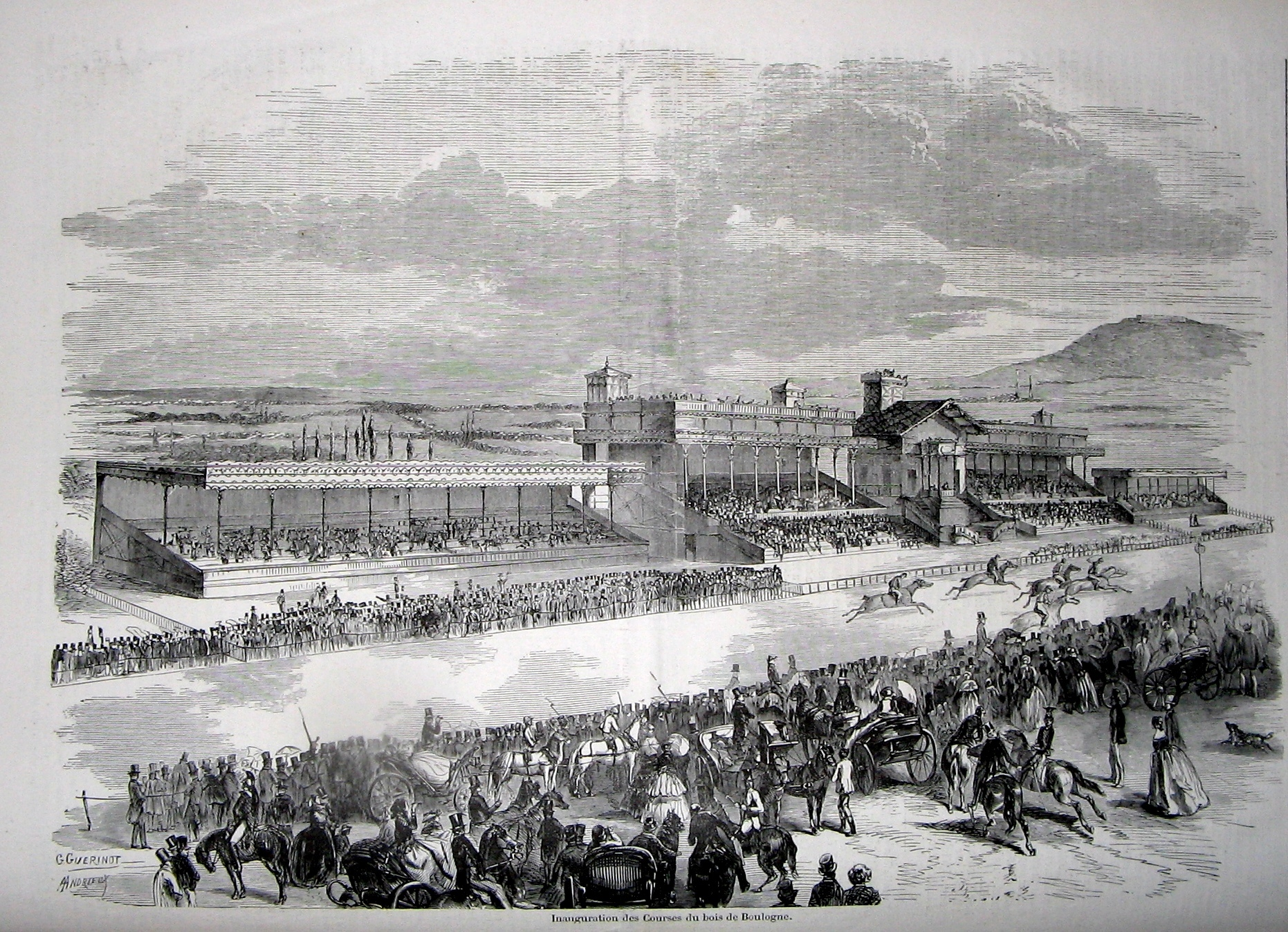
Courses au bois de Boulogne (hippodrome de Longchamp).

La Révolution, héritière de Jean-Jacques Rousseau, n'est pas hostile au sport et organise même des olympiades de la République à Paris en 1796, 1797 et 1798. À cette occasion, les premiers chronométrages sont effectués en athlétisme tandis que pour la première fois également le système métrique est utilisé dans des compétitions sportives. Cependant ses guerres puis celles de Napoléon Ier laissent au rang de projets beaucoup de résolutions du décret Bouquier relatif à la réforme de l'enseignement adopté par la Convention en décembre 1793. Les efforts de la Restauration et du Second Empire se révèlent insuffisants et le rapport Hillairet note en 1868 : « Depuis longtemps, on remarque que les élèves ne jouent plus, que les récréations se passent en promenades et conversations, surtout chez les élèves des classes supérieures, ce qui n'est pas fait pour les reposer des travaux intellectuels assidus ». Les intellectuels qui avouent leur penchant pour le sport restent d'ailleurs l'exception jusqu'à l'extrême fin du XXe siècle. Une pratique certaine est cependant attestée par des installations conséquentes de certains établissements, en particulier ceux tenus par les dominicains, comme à Sorèze avec Henri Lacordaire ou à Arcueil avec Henri Didon. L'organisation des Jeux Olympiques annuels fait partie du calendrier de certains comme c'est le cas au séminaire du Rondeau à Grenoble.

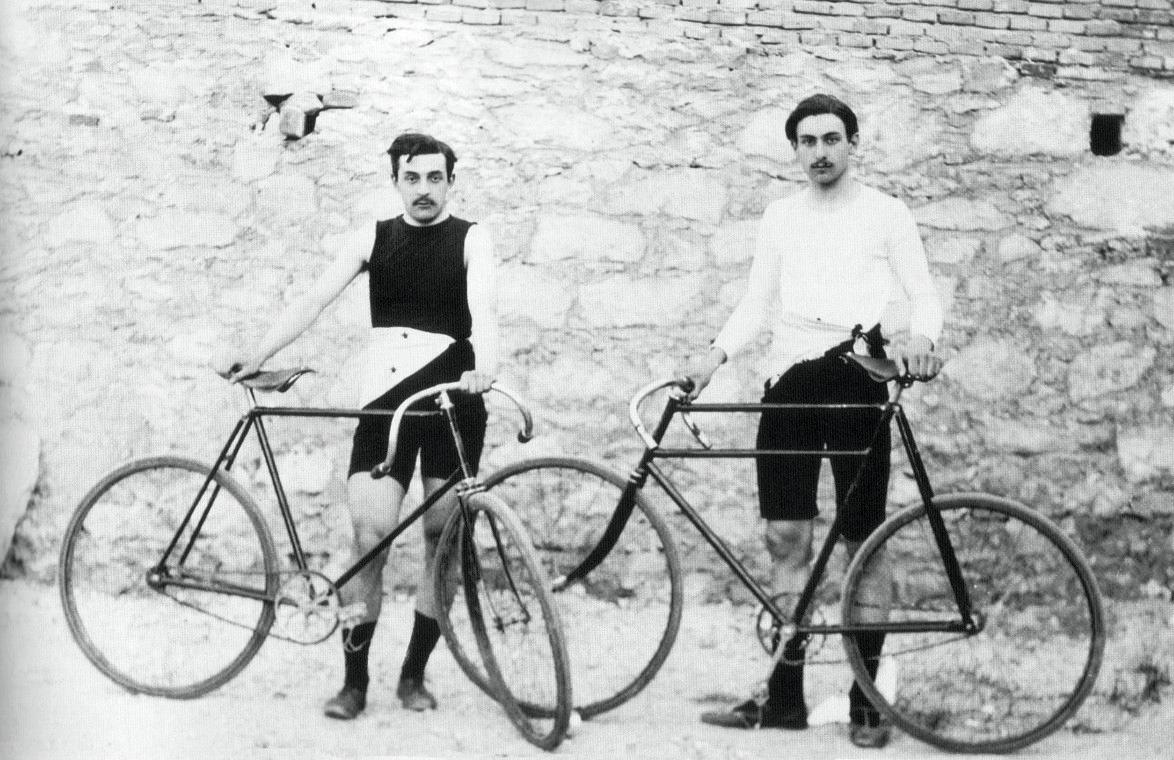
Deux participants français aux Jeux de 1896.

Il existe en France une presse du sport hippique dès les années 1820 et les courses les plus prestigieuses datent des deux premiers tiers du XIXe siècle : Prix du Jockey Club en 1836, Prix de Diane en 1843 ou Grand Steeple-Chase de Paris en 1874. Le sport hippique reste le sport national jusqu’à ce que le cyclisme, soutenu lui aussi par des médias spécialisés, s'impose comme le sport le plus populaire à la fin du siècle. Depuis les années 1830 les rameurs disputent aussi un championnat professionnel d'aviron sur la Seine alors que les courses à pied sont dotées de prix en espèces dès 1853 : le professionnalisme, pratiqué par les Grecs et les Romains, fait bien partie intégrante du sport français jusqu’à ce que Georges de Saint-Clair et Ernest Demay ne s’attaquent à la « purification » de l'athlétisme au milieu des années 1880, obtenant l'interdiction des paris sur les courses athlétiques.

## LaIIIeRépublique (1870-1919)
Dès le 1er juillet 1901, la loi sur les associations définit celles-ci comme « la convention par laquelle deux ou plusieurs personnes mettent en commun de façon permanente leurs connaissances ou activités dans un but autre que de partager des bénéfices ». Ce cadre large fourni aux associations gymniques et sportives est la reconnaissance du rôle qu'elles ont joué dans la constitution de la Nation et leur donne les moyens de leur développement.

### L'Union des sociétés de gymnastique de France

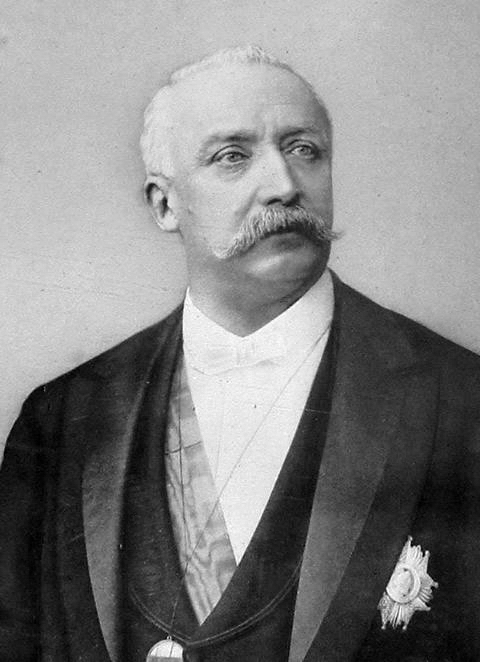
Félix Faure, président de l'USGF (1880) et de la République (1895-1899).

Le désastre de 1870 achève d'inscrire la gymnastique parmi les priorités nationales et mobilise toute la sphère politique. Eugène Paz, un professeur de l'école normale d'Auteuil également journaliste et gérant d'un gymnase parisien qui participe activement à ce mouvement, fonde l'Union des sociétés de gymnastique de France (USGF) le 28 septembre 1873. Deux ans plus tard, celle-ci regroupe déjà 250 associations et organise les 16 et 17 mai 1875 une grande Fête de la Régénération nationale présidée par Jules Simon. À partir de cette date, la fête fédérale se déroule chaque année et la présidence de l'Union change tous les ans jusqu'en 1897. Parmi les plus illustres présidents, on trouve Félix Faure en 1880 et Joseph Sansbœuf avant que Charles Cazalet n'y fasse une très longue carrière. Jusqu'à l'aube du XXe siècle, l'USGF est surtout un organisme de réflexion dont le comité directeur s'enorgueillit des sommités scientifiques, politiques, littéraires et médiatiques du moment. Si l'USGF est friande de l'organisation de sa grande fête fédérale annuelle, dont la première est organisée à Paris en 1875, elle reste très réservée à l'égard de la compétition sportive mais en 1900 lors des Jeux de Paris, la gymnastique est bien avec le cyclisme le sport le plus populaire et le cœur de l'éducation sportive de la Troisième République. Il revient donc à l'USGF d'inaugurer le tout nouveau vélodrome de Vincennes les 3 et 4 juin par sa fête fédérale. L’USGF entre alors dans l’ère sportive et domine les compétitions européennes jusqu’à la Grande Guerre.

### L'Union des sociétés françaises de sports athlétiques

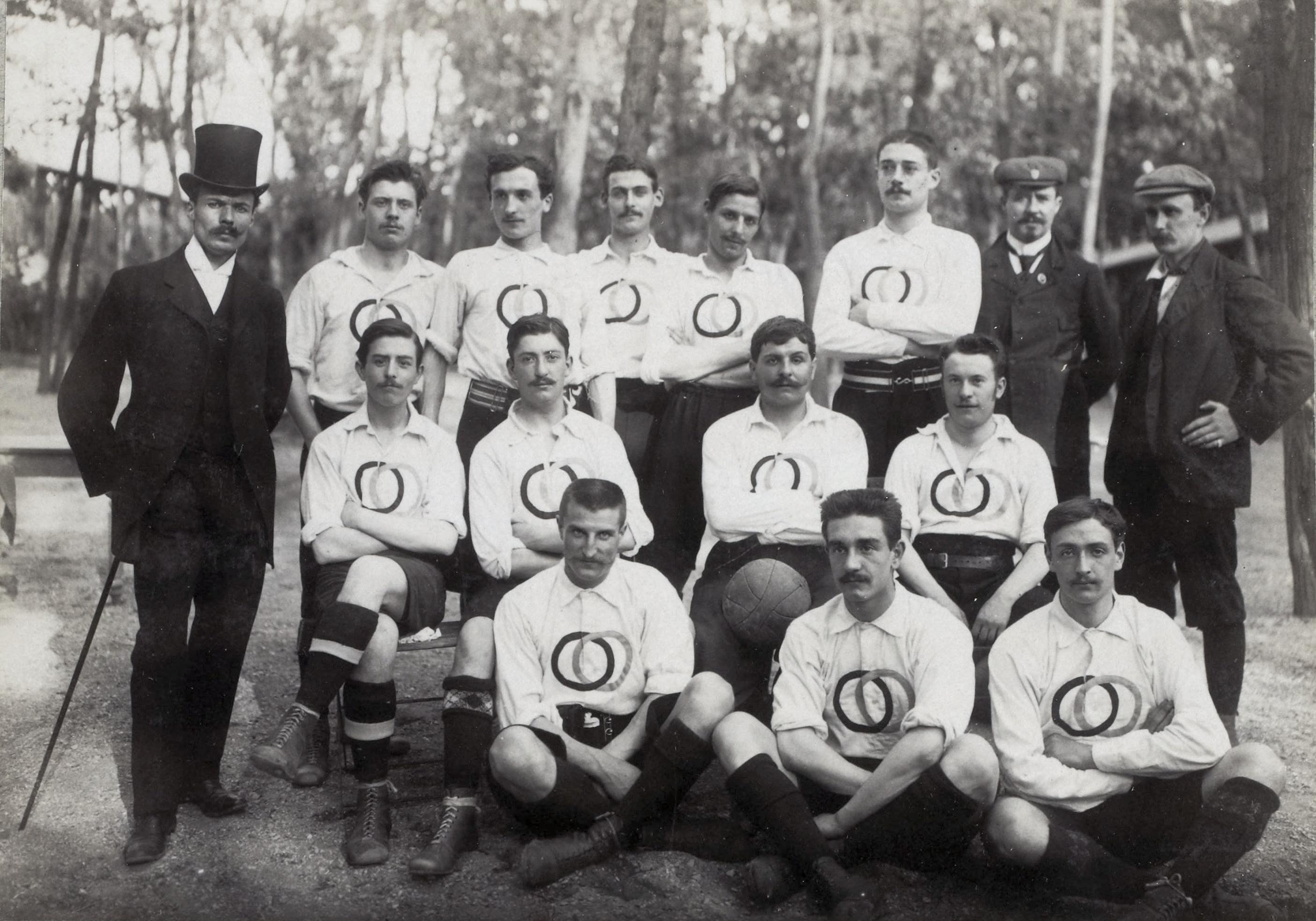
Équipe de France de football aux JO de Paris avec le logo de l'USFSA.

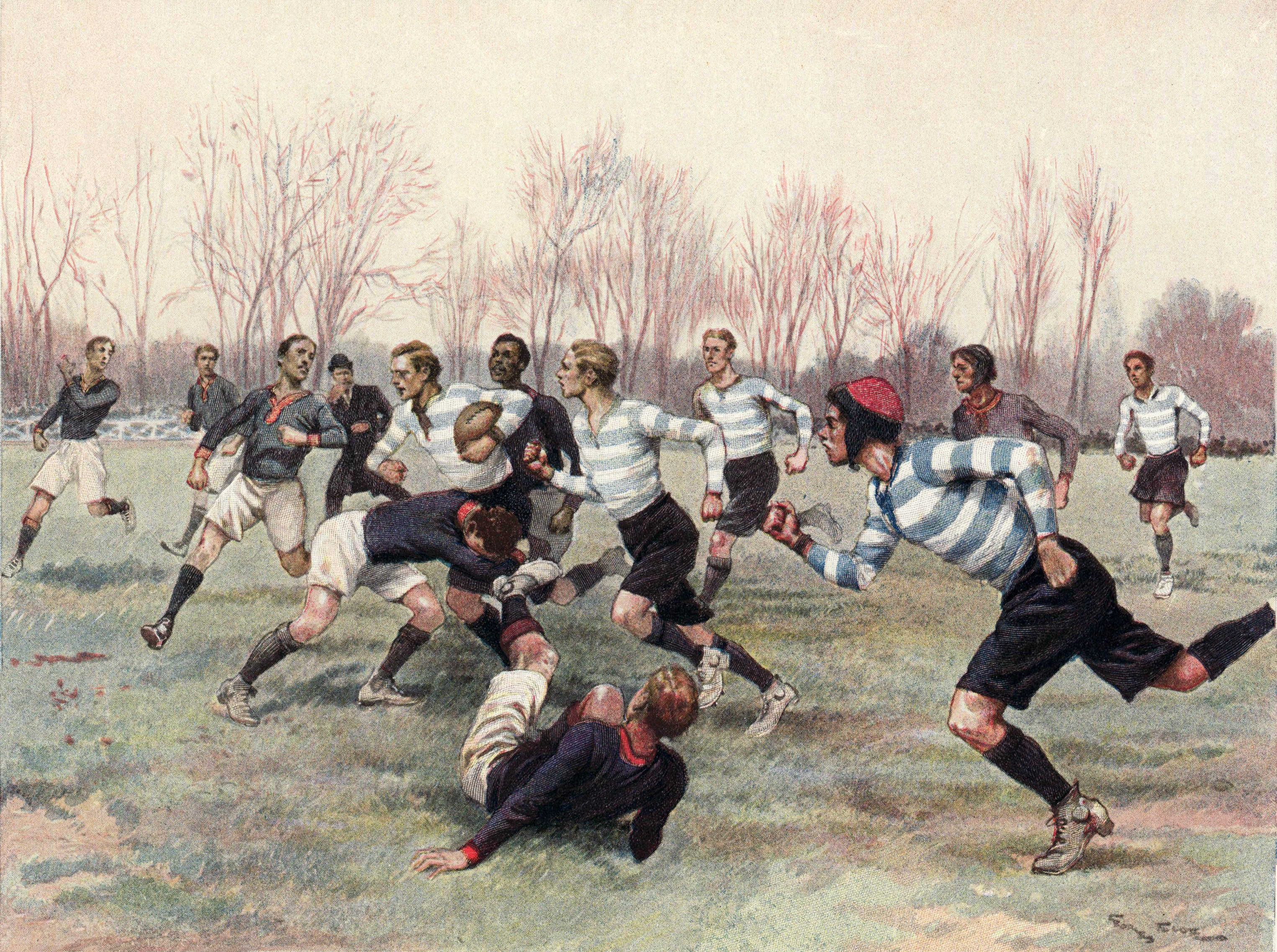
Rencontre de rugby Stade français-RCF à la fin du XIXe siècle.

La politique de purification de l'athlétisme français menée depuis le milieu des années 1880 pour interdire les courses dotées de prix en espèces entraîne en réaction la création, à Paris, d'une Union des sociétés professionnelles d'athlétisme vite suivie d'une fédération du même type concernant la natation. Fédération omnisports fondée le 20 novembre 1887 par les clubs parisiens du Racing Club de France et du Stade français — à l'initiative de Georges de Saint-Clair avec des militants plus jeunes : Jules Marcadet, Frantz Reichel, Charles Brennus puis Pierre de Coubertin — l'Union des sociétés françaises de sports athlétiques (USFSA) met en exergue sa volonté de contrer cette professionnalisation du sport. À l'origine de la création de la Fédération internationale de football association (FIFA) et de la rénovation des Jeux olympiques, elle impose pour longtemps sa vision comme modèle. L'organisation des Jeux olympiques de Paris en 1900 est l'objet de fortes divergences de vues entre l'USFSA qui a pleinement adhéré à l'animation de l'exposition universelle et Pierre de Coubertin. L'USFSA ne survit pas à la Première Guerre mondiale et le football franchit le pas du professionnalisme en 1932 en France. Il est imité depuis par le rugby à XIII, le hockey sur glace, le basket-ball, le handball, le volley-ball et même le rugby à XV qui fut pourtant, un siècle durant, le chantre de l'amateurisme en France. Au début du XXIe siècle, les femmes ont également un statut professionnel en basket-ball, handball et volley-ball.

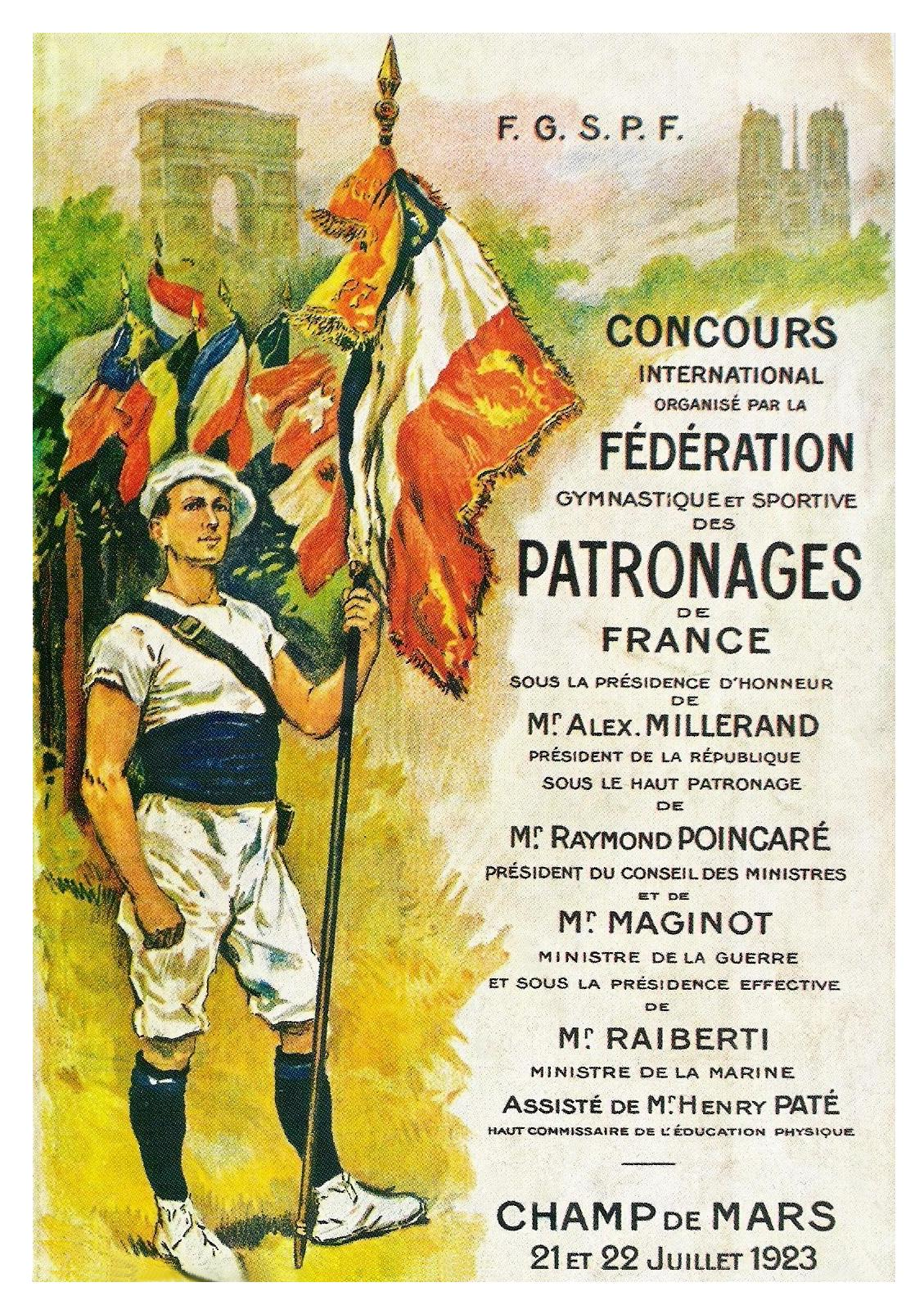
de la FGSPF, Paris 1923.

### La Fédération gymnastique et sportive des patronages de France

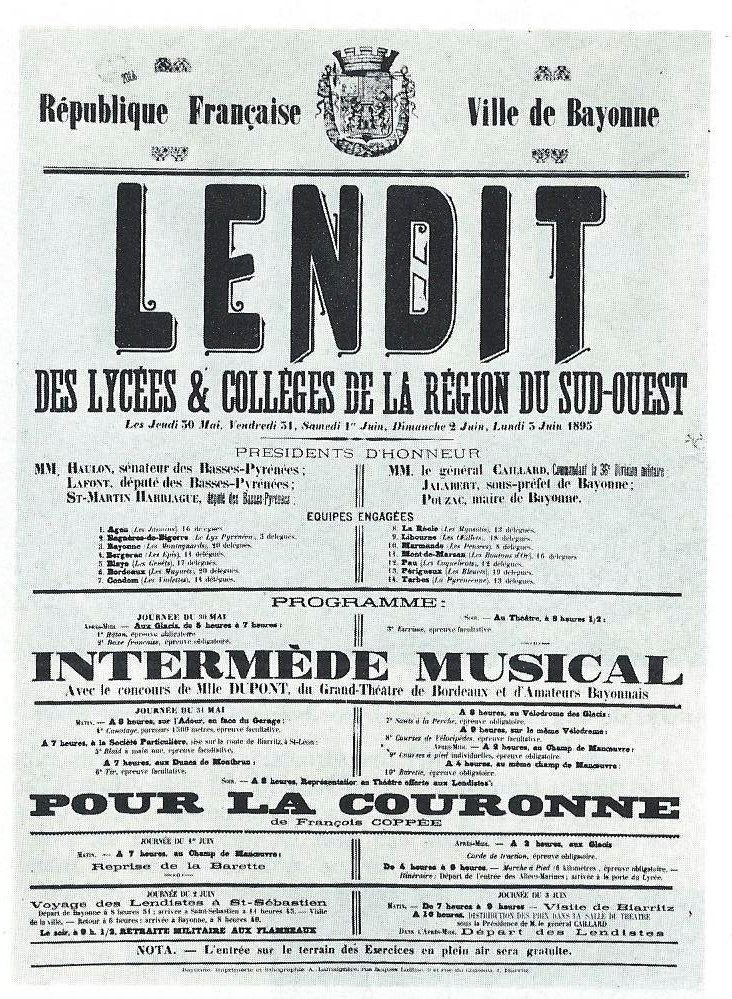
Affiche annonçant un lendit à Bayonne (1895).

La Fédération gymnastique et sportive des patronages de France (FGSPF) apparaît plus tardivement en 1898 et son développement initial, essentiellement parisien, est laborieux. Les patronages paroissiaux qu'elle souhaite regrouper sont déjà souvent affiliés soit à l'USGF soit à l'USFSA quand elle voit le jour. Leur déplacement massif à un concours organisé par le Vatican à Rome en 1905 ayant entraîné des mesures de rétorsion à leur égard dans leurs fédérations d'origine, ils rejoignent alors massivement la FGSPF qui devient la seconde fédération française à la veille de la déclaration de la guerre. Outre la gymnastique dont les grands concours contribuent à sa renommée, elle participe alors largement au développement du football avec Charles Simon, créateur d'un Comité français interfédéral (CFI) qui supplante l'USFSA au niveau de cette discipline et préfigure la Fédération française de football (FFF) dès 1907.

### Le Comité français interfédéral

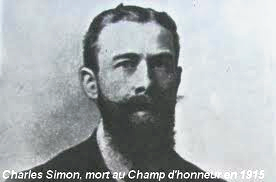
Charles Simon, fondateur du CFI.

Fondé le 23 mars 1907 par Charles Simon, président de l'Étoile des Deux Lacs et secrétaire général de la FGSPF, le CFI regroupe la Fédération cycliste et athlétique de France (FCAF), la Fédération athlétique amateur (FAA), la Fédération cycliste et athlétique de Lyon et du Sud-Est (FCALSE), la Fédération athlétique du sud-ouest (FASO) et la FGSPF. Recueillant aussi l’adhésion directe d’associations il dépasse bientôt les 400 membres et met immédiatement en place pour le football un Trophée de France ouvert à tous dont la première finale se déroule le 9 mai 1907 à Mérignac. L'année suivante, l'USFSA ayant démissionné de la FIFA, Simon profite de la situation pour y adhérer et le CFI reçoit alors l’adhésion de tous les défenseurs du football et particulièrement celle de Jules Rimet du Red Star et fondateur d'une Ligue de football association (LFA). L’USFSA elle-même se voit contrainte de solliciter en 1913 son adhésion auprès de son ennemi historique. Charles Simon tombe au champ d'honneur le 15 juin 1915 et Henri Delaunay lui succède alors. Le Trophée de France s'arrête cette année-là et la Coupe de France est dédiée à la mémoire de Charles Simon à partir de 1917. Le 7 avril 1919 la FFF, avec Jules Rimet pour premier président et Henri Delaunay pour premier secrétaire général, succède au CFI.

### Les débuts laborieux du sport travailliste
En 1907 l’Union sportive du parti socialiste (USPS) est créée par Abraham Kleynhoff, journaliste à l’Humanité. À la fin de l'année 1908, un premier regroupement national se réalise sous le nom de Fédération sportive et athlétique socialiste. Affiliée à l'Association internationale d'éducation physique socialiste créée en 1913, celle-ci prend le nom de Fédération socialiste des sports et de la gymnastique puis en 1919 celui de Fédération sportive du travail (FST). Cependant dans les grands groupes industriels le sport se développe surtout sous contrôle patronal et reste affilié aux fédérations citées précédemment ou à des organisations régionales. Comparé aux organisations similaires d'Europe centrale, le mouvement sportif ouvrier français connaît un très faible développement, ce qui ne changera qu'à partir du temps du Front populaire.

### Les contradictions du courant sportif
Outre l'affaire du CFI, les premiers pas du sport n'échappent pas aux divisions politiques de la IIIe République. Celles-ci sont particulièrement illustrées par l'antagonisme qui se manifeste entre Pierre de Coubertin et Paschal Grousset : « Monsieur Paschal Grousset qui est un homme que je méprise et avec lequel je ne veux point avoir de rapports ». Ils sont aussi marqués par les convictions réciproques des défenseurs des valeurs pédagogiques de dépassement à travers la compétition et la prudence des médecins hygiénistes, particulièrement réservés à l'égard de la pratique féminine. Enfin, au niveau scolaire le sport doit faire difficilement sa place à côté de la gymnastique qui bénéficie d'une implantation antérieure.
En prônant le sport et la compétition à l'école, Pierre de Coubertin, secrétaire général de l'USFSA, entre en conflit, d'une part, avec les tenants de la gymnastique militaire et hygiéniste prônée officiellement par Paul Bert et bien d'autres et, d'autre part, en concurrence avec ceux de l'éducation physique égalitaire du plus grand nombre prônée par Paschal Grousset, ancien communard déporté. Souhaitant amener l'activité physique et le sport à l'école il fonde le Comité de propagande des exercices physiques en juin 1888 et le renforce en 1890 avec la Revue athlétique. Les membres du comité sont majoritairement d'une sensibilité de droite (monarchistes, conservateurs, ecclésiastiques) contrairement à ceux de la Ligue nationale de l’éducation physique de Grousset dont les membres comme Clemenceau ou Alexandre Dumas ont une sensibilité radicale (républicains et athées) d'où les différends entre le mouvement libéral et individualiste et le mouvement égalitaire et collectif.

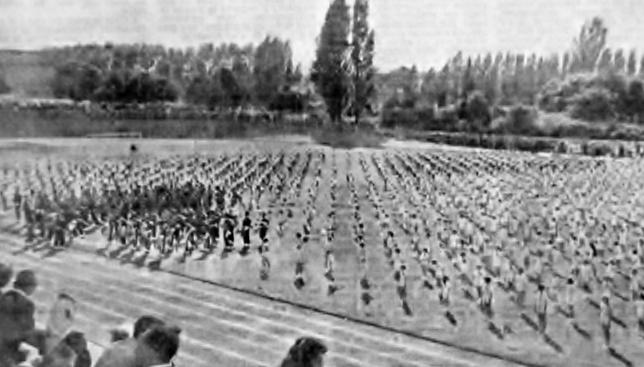
Lendit scolaire au début du XXe siècle.

La Ligue girondine de l’éducation physique de Philippe Tissié se veut indépendante des deux mouvances. Cependant, médecin et hygiéniste, il prend position contre la compétition et ses violences tandis que Coubertin défend le sport et sa « liberté d'excès » pour aller vers l'excellence de l'individu. Coubertin a aussi une vision internationale du sport et veut relier les ligues sportives du monde entier entre elles avec une préférence pour les jeux sportifs anglais (football, athlétisme, canoë, tennis) alors que Tissié et Grousset militent pour une éducation sportive plus locale et une approche du sport par les jeux régionaux (la Barrette aquitaine et non le rugby) et par la méthode suédoise. Aussi Tissié se désintéresse-t-il de la création des Jeux olympiques et des problèmes afférents : « les questions d'amateurs et de professionnels ainsi que le rétablissement des Jeux olympiques n'intéressent pas directement la Ligue girondine qui ne s'occupe que des jeunes gens ou des enfants en cours de scolarité ».
Tissié participe activement, en tant que délégué du ministre de l'Instruction publique, en 1897 au congrès olympique du Havre fraternel comme les valeurs que veulent incarner les Jeux olympiques, et y défend ses points de vue. Grâce à sa prestance ceux-ci sont fortement écoutés et entendus en dépit des réserves de Pierre de Coubertin qui reste cependant en contact avec Tissié, « pour travailler sur cette même cause… », qu'est l'éducation de l'activité physique car « …même si nous ne la servons pas de la même manière, nous l'aimons pareillement ». En dépit de toutes leurs divergences, de 1889 à 1915 une importante correspondance s'établit entre Coubertin et Tissié que le premier doit ménager eu égard à ses fonctions publiques.

### Le rôle de la Première Guerre mondiale

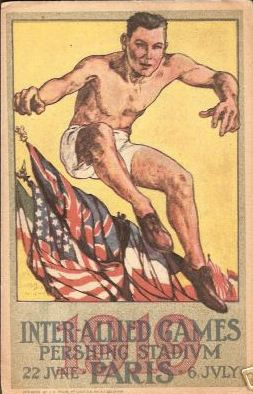
Jeux interalliés, Stade Pershing, Paris (1919).

La Première Guerre mondiale est essentiellement une guerre de positions qui entraîne de nombreuses rotations chez les soldats depuis le front vers l’arrière. Pour s'occuper, certains de ces soldats, d'origine principalement urbaine, initient leurs frères d'armes d'origine rurale à leur pratique sportive, notamment le football, le rugby, la boxe ou la natation alors que la France était avant la guerre un pays de tradition gymnique, d'escrime et de sports de combat. De jeunes officiers pédagogues relaient cette initiative qui se démocratise progressivement, si bien qu'à la fin du conflit, les soldats constituent un immense vivier de pratiquants. Cette guerre qui fait de nombreux blessés (invalide de guerre, aveugle, gazé, amputé) et signe l'émancipation des femmes favorise l'éclosion du handisport  et du sport féminin, comme l'atteste le premier match de football féminin disputé en France le 30 septembre 1917.
De nombreux auteurs soulignent également l'importance des contacts des jeunes soldats français avec leurs homologues anglais et américains au sein des foyers franco-américains du soldat animés par la Young Men's Christian Association (YMCA). C'est le service sportif de cet organisme qui organise les Jeux interalliés en 1919 et construit à cette fin le stade Pershing sur un terrain fourni par le gouvernement français. Cette installation, comme les nombreuses constructions provisoires effectuées en province dans les cantonnements des troupes, contribue au développement d'un véritable équipement national pour l'athlétisme, le football et le rugby. Le sport devient ainsi un véritable phénomène de société en France à partir de 1919.

## LaIIIeRépublique et l'État français (1919-1945)
Une relative continuité en matière de politique sportive autorise à concentrer ces deux périodes si différentes par ailleurs. Tant par leurs effectifs que par l'ampleur de leurs manifestations, les deux grandes fédérations gymniques, l'USGF et la FGSPF, restent les plus importantes fédérations françaises la seconde participant aussi largement au développement d'autres sports, le football et le basket-ball en particulier. Pendant l'Occupation où la liberté d'association est suspendue, le sport devient un véritable département de l'État français au service de l'Éducation générale mais si la loi de 1901 est bien rétablie à la Libération, les dispositions propres au mouvement sportif le placent de fait en situation de délégation de pouvoirs.

### Les fédérations unisports

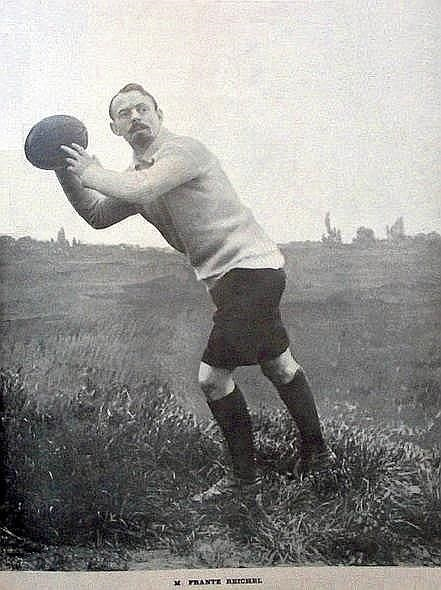
Frantz Reichel et les fédérations unisports.

Dès la fin de la Première Guerre mondiale (1919-1920) l'USFSA éclate en plusieurs fédérations sportives spécialisées. La section football est la première à la quitter avec la création de la FFF le 7 avril 1919. La Fédération française de hockey sur gazon (FFH) suit en 1920 et le 11 octobre de la même année, c'est le tour de la Fédération française de rugby à XV (FFR) qui est officiellement créée pour remplacer l'USFSA en tant qu'organe dirigeant du rugby à XV en France ; Octave Léry en devient le premier président. La Fédération française d'athlétisme (FFA) voit le jour le 20 novembre et la commission natation de l'Union devient Fédération française de natation et de sauvetage, future Fédération française de natation (FFN), en 1921. Le rôle joué dans ces diverses créations par Frantz Reichel doit être souligné. Le basket-ball reste une simple commission de la FFA jusqu'en 1932 alors que la Fédération française de volley-ball n'apparaît qu'à la veille de la guerre. Sous l'Occupation, certaines doivent faire face à la condamnation du professionnalisme par le gouvernement de Vichy.

### Les nouvelles fédérations affinitaires
Les fédérations affinitaires non confessionnelles, fers de lance de la politique sportive du Front populaire confiée à Léo Lagrange, apparaissent un peu plus tard. À la suite de la scission du Parti socialiste en 1920 lors du congrès de Tours celui de la Fédération sportive rdu travail (FST) de Montreuil entérine en 1923 la séparation entre les sportifs communistes et socialistes. Les premiers, liés aux Jeunesses communistes, conservent l’appellation Fédération Sportive du Travail et s’affilient à l'Internationale rouge sportive créée à Moscou en 1921 alors que les seconds créent l'Union des sociétés sportives et gymniques du travail qui reste à l'Internationale sportive ouvrière socialiste. En 1928 apparait l'Union française des œuvres laïques d'éducation physique (UFOLEP), émanation de la Ligue de l'enseignement de Jean Macé et en 1934 les deux fédérations travaillistes rattachées respectivement à l'Internationale ouvrière et à l'Internationale socialiste (IS) fusionnent à nouveau au sein de la Fédération sportive et gymnique du travail (FSGT). Les jeux de Berlin et les olympiades populaires organisées en contrepoint à Barcelone sont l'occasion de faire entendre leur différence. Comme la FGSPF, la FSGT - dont les dirigeants communistes sont exclus dès la fin de l'année 1939 - est contrainte sous l'Occupation de troquer son titre de fédération pour celui d'union et devient temporairement l'Union gymnastique et sportive du travail. En 1942, l'UFOLEP se voit interdite d'activité et ses locaux sont réquisitionnés.

### Le sport féminin

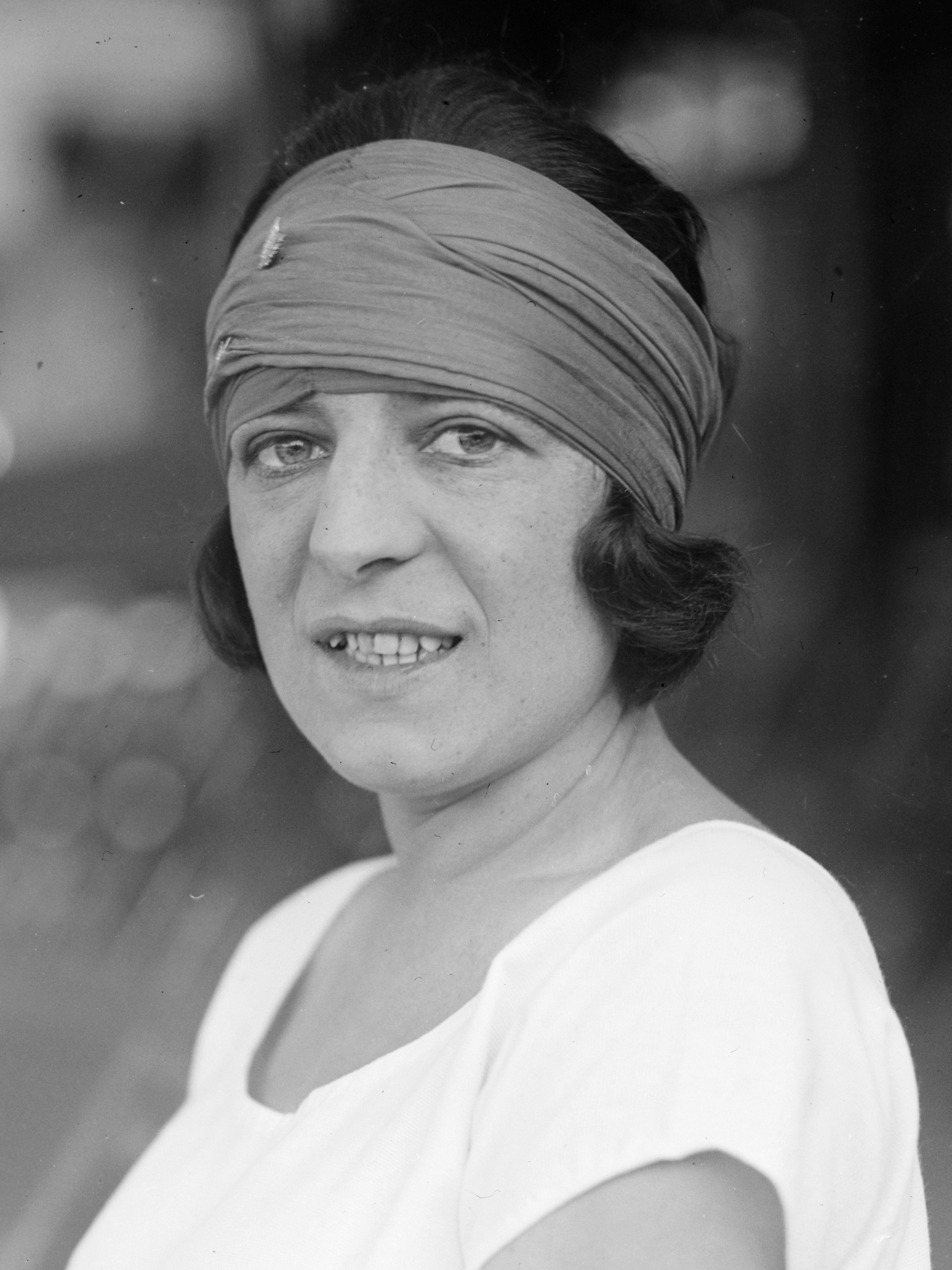
Suzanne Lenglen, icône des années 1920.

Si la pratique des activités physique — comme en témoigne la publication, à Londres en 1820, d’un traité de gymnastique féminine puis, peu après, en France celle de l’ouvrage de Clias Callisthénie pour les jeunes filles — se développe, la première fédération sportive féminine, l'Union française des sociétés de gymnastique féminine n'apparaît qu'en 1912. Elle est suivie en 1916 d'une Fédération de sociétés féminines françaises de gymnastique et des sports (FSFFGS) puis, le 12 octobre de la même année, de la Fédération féminine française de gymnastique et d'éducation physique (FFFGEP). Tandis que les Jeux de Paris voient l'entrée en lice des premières femmes, la première moitié du XXe siècle est marquée par une certaine hostilité des autorités sportives, politiques et médicales au développement du sport féminin de compétition. Néanmoins certaines championnes parviennent à exister médiatiquement telle la joueuse de tennis Suzanne Lenglen dans les années 1920 et les aviatrices Maryse Bastié et Hélène Boucher toutes deux engagées dans le combat féministe. Alice Milliat fédère les forces en présence et créé la Fédération des sociétés féminines sportives de France dès la fin de la Grande Guerre. Le sport catholique féminin s'organise à la même époque et Marie-Thérèse Eyquem reste une des grandes figures de ce mouvement.

### Le Comité olympique français

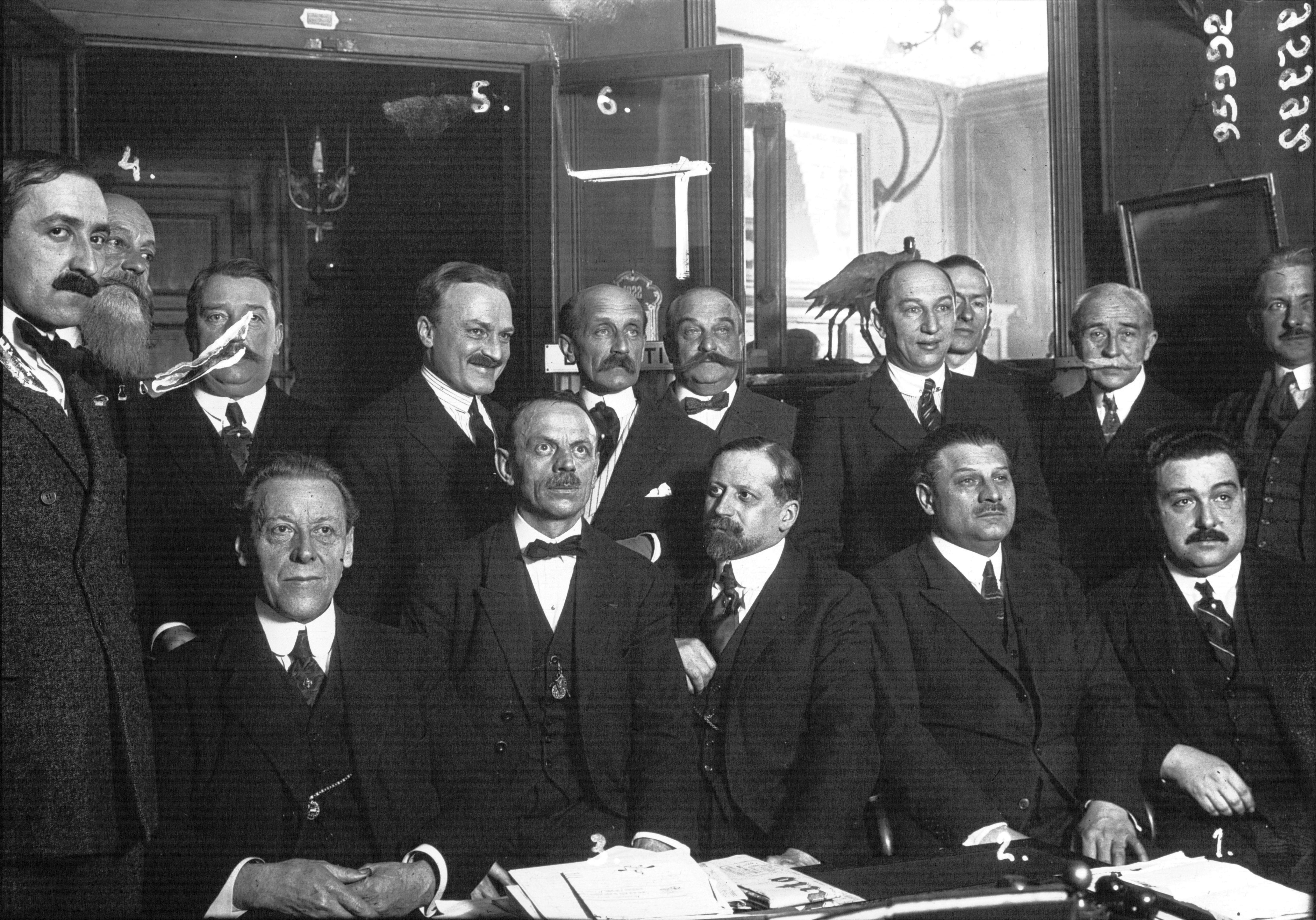
Les membres du COF en 1922.

Dès l’automne 1894, des personnalités réunies par Pierre de Coubertin constituent un premier comité national olympique dans le but d’assurer la participation française aux premiers Jeux olympiques prévus en 1896 à Athènes et de préparer la seconde Olympiade. Félix Faure, président de la République, en accepte la présidence d’honneur. Le Comité olympique français (COF)  présidé effectivement par Pierre de Coubertin, reste longtemps une structure assez mouvante qui ne se reconstitue qu’à l’approche des JO, entrant souvent en conflit avec l'USFSA. En 1913, il est rattaché au Comité national des sports (CNS). Au sortir de la Grande Guerre, la présidence de Justinien Clary est marquée par la candidature des Jeux de Paris que le baron Pierre de Coubertin souhaite organiser en France avant de céder la présidence du CIO. Clary soutient aussi devant le CIO le projet des Jeux olympiques d'hiver. Il obtient gain de cause et les premiers Jeux olympiques d'hiver sont organisés à Chamonix en 1924 la même année que ceux de Paris. Il doit gérer l'admission des femmes aux Jeux olympiques d'été de 1928 à Amsterdam, la logistique complexe du déplacement à Los Angeles pour les Jeux olympiques d'été de 1932 et aussi quelques problèmes hexagonaux délicats comme la disqualification de Jules Ladoumègue pour professionnalisme la même année. L’année suivante la présidence incombe à Armand Massard, champion olympique à l'épée en 1920 aux Jeux d'Anvers qui connaît six olympiades à ce poste. Lors des Jeux de Berlin en 1936, Léon Blum que le Front populaire vient de porter au pouvoir est partisan du boycott. Mais pressé par l'urgence et désireux de détourner l'attention des médias et du peuple des réformes, il finit par donner son accord à la participation des athlètes français.

### Le Comité national des sports
L'USFSA, fondée fin 1887, crée le 23 mai 1908, le CNS à l'initiative de Frantz Reichel afin de représenter auprès du pouvoir politique les fédérations sportives adhérentes. Les fédérations d'aviron, de boxe, d'escrime, de cyclisme et l'USFSA adhèrent dès l'origine. Celles de tir à la cible, de golf, d'équitation militaire, de tir de chasse, d'aérostation, l'USGF les rejoignent en 1912 et le Club alpin en 1913. En 1919, la dissolution de l'USFSA se traduit par l'adhésion de 10 nouvelles fédérations. À la veille de la Grande Guerre, en 1913, le  COF se constitue de façon pérenne au sein même du CNS : les deux comités disposent d’un siège social commun et d'un président unique : Justinien Clary. Le CNS est reconnu d’utilité publique en 1922. En 1925, après les Jeux de Paris, le COF et le CNS se dotent d’un bureau et d’une présidence distincts, mais le COF reste placé sous l’égide du CNS présidé par Gaston Vidal.
Cependant au cours des années qui suivent, les deux comités affinent et différencient leurs missions respectives : au COF la logistique et les transports de la délégation française à l’occasion des Jeux Olympiques et au CNS les problèmes communs relatifs à l’ensemble des fédérations françaises et de ses autres membres. À partir de 1931 Jules Rimet succède à Gaston Vidal à la présidence du comité qui devient Comité d'éducation physique et des sports sous le Front populaire.

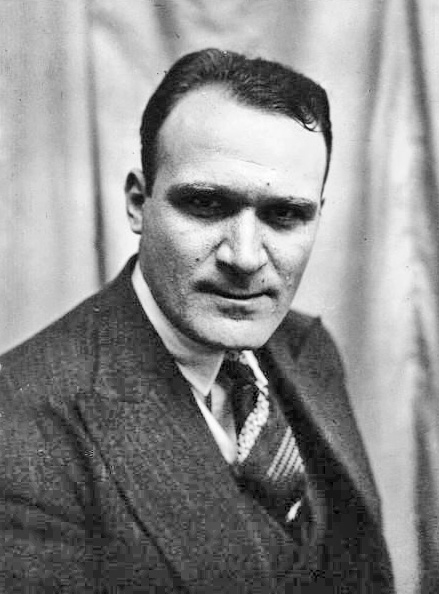
Léo Lagrange sous le Front populaire.

### Les pouvoirs publics
Fidèle aux engagements pris en 1907 par l'Union sportive du parti socialiste de « donner aux jeunes gens des distractions saines et agréables », Léo Lagrange, sous-secrétaire d'État chargé de l'organisation des sports et des loisirs à 36 ans, œuvre pour le développement du sport de masse. Le 13 juin 1936, Léo Lagrange précise dans Le Figaro : « Ma politique générale, en ce qui concerne le sport, s'inspirera d'un classement ainsi conçu : le sport spectaculaire et le sport d'assainissement, si je puis dire. Le sport d'assainissement aura toute ma sollicitude ». Toutefois, Léo Lagrange ne remet pas en cause l'existence du sport professionnel : « Il ne peut s'agir pour moi de rayer d'un trait de plume le sport professionnel » bien que la gauche ait dénoncé les nombreux scandales sportifs qui ont marqué les années 1930 avant son accession au pouvoir. La politique de Léo Lagrange poursuit trois objectifs : rattraper les retards en matière de sport scolaire, démilitariser le sport et tenir la comparaison en compétition face aux États totalitaires encadrant le pays. Le brevet sportif populaire est créé en 1937 tandis que l'Office du sport scolaire et universitaire (OSSU) voit le jour l'année suivante.

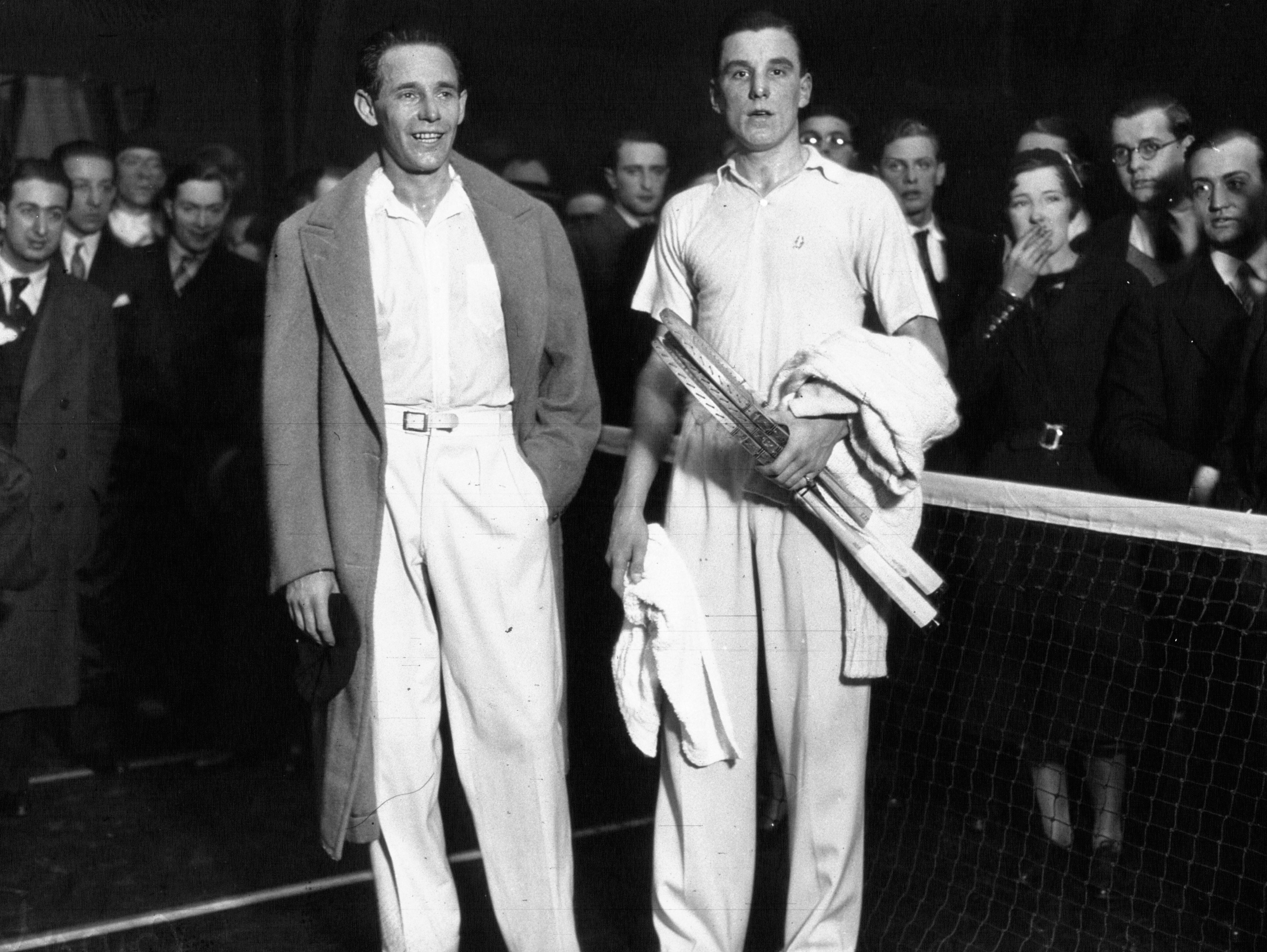
Jean Borotra, à gauche.

Les mêmes aspirations au sport de masse et le même rejet du sport professionnel se retrouvent dans la politique sportive et éducative de la Révolution nationale de Vichy (loi du 20 décembre 1940 et décret d'application du 19 novembre 1941). Celle-ci aboutit à la mise en place d'un programme d'Éducation générale et sportive (EGS) géré par un Commissariat général successivement confié à Jean Borotra puis Joseph Pascot à partir de 1942. Dès le 4 octobre 1940, les décisions tombent :
1. abolition du sport professionnel avec effet immédiat pour le tennis, le rugby à XIII et la lutte ;
2. délai de trois ans accordé au football, au cyclisme, à la boxe et à la pelote basque[43] ;
3. interdiction des compétitions féminines de cyclisme et de football jugées nocives[44] ;
4. regroupement autoritaire de fédérations : rugby à XIII avec rugby à XV, badminton, tennis de table, jeu de paume avec tennis ;
5. plus tard suspension de fédérations : Union française des œuvres laïques d'éducation physique (UFOLEP), Union sportive de l'enseignement du premier degré (USEP) ;
6. saisie des biens des fédérations interdites et transferts de ceux-ci au CNS.

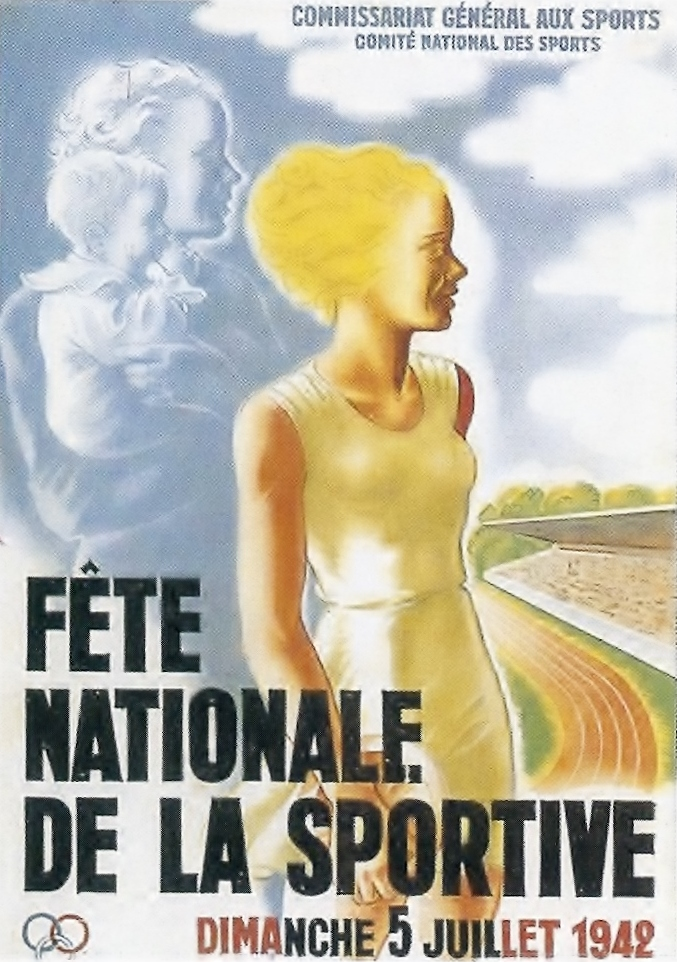
Fête de la sportive.

Joseph Pascot qui fustige le rugby à XIII lors d'un discours prononcé au Capitole de Toulouse le 17 octobre 1940 tient un rôle important dans ces mesures alors que Marie-Thérèse Eyquem contribue largement à une véritable reconnaissance du sport féminin à travers de grandes manifestations comme la Fête nationale de la sportive. Deux ministres symbolisent la politique sportive de Vichy : l'ancien joueur de tennis Jean Borotra et l'ex-joueur de rugby à XV Joseph Pascot, mieux connu pendant la guerre sous le nom de colonel Pascot. Jugé insuffisamment « européen » par le gouvernement allemand, Jean Borotra est arrêté le 22 novembre 1942 après avoir été remplacé à la tête du commissariat au sport par Pascot le 18 avril 1942. Beaucoup plus docile aux directives de Berlin et de Vichy, celui-ci abolit le professionnalisme à la suite des décisions prises en 1940 en nationalisant notamment le secteur professionnel du football français. Les clubs ne sont plus autorisés à utiliser des joueurs évoluant avec un statut professionnel et Pascot met en place un championnat national opposant des sélections régionales : le Championnat de France de football 1943-1944. C'est le commissariat des sports qui rémunère les joueurs. Cette compétition ne dure qu'une saison et la Libération y met fin. Ulcérés par cette dépossession, les anciens clubs professionnels français forment à la Libération une Ligue afin de mieux protéger leurs intérêts à l'avenir.

## LaIVeRépublique

### Les ordonnances de 1943 et 1945

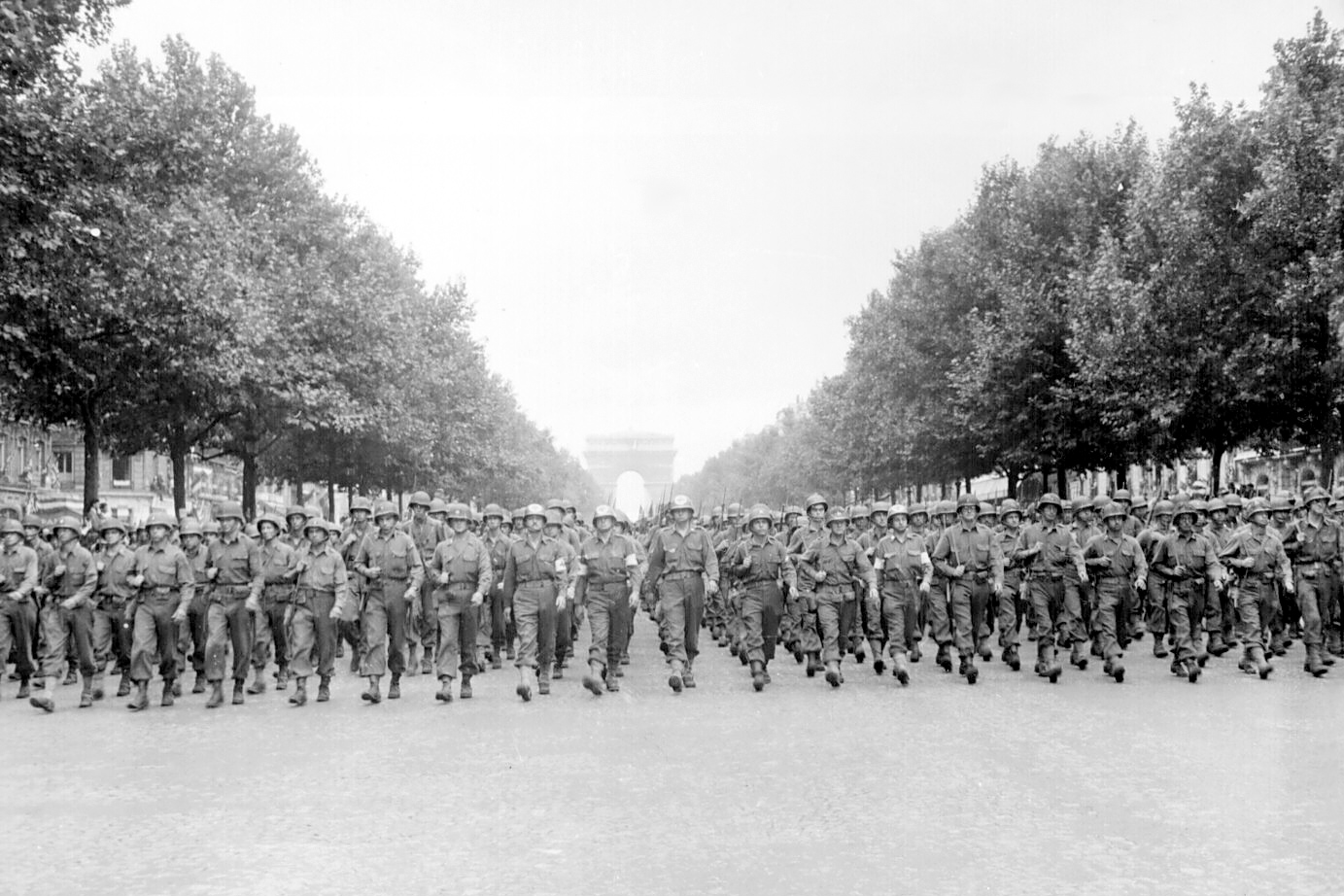
Défilé des troupes alliées sur les Champs-Élysées le 29 août 1944.

Le gouvernement provisoire d'Alger s'empresse de rétablir les libertés républicaines dans les territoires libérés — en particulier, pour les groupements sportifs, la liberté d'association définie par la loi du 1er juillet 1901 — par une ordonnance spécifique du 2 octobre 1943. Néanmoins celle-ci introduit une notion nouvelle, celle d'agrément qui ouvre la porte au contrôle a priori des associations. Son application entraîne la suppression provisoire de la Fédération française de handball créée en 1941 sous le régime de la Charte des sports. Dès sa constitution le gouvernement provisoire de la France libérée confirme ce texte par une nouvelle ordonnance prise à Paris le 28 août 1945. Celle-ci institue le monopole de l'État sur la délivrance des titres nationaux et la constitution des équipes de France. Ce monopole est dans le même temps délégué à des fédérations qui doivent cependant inclure des dispositions obligatoires dans leurs statuts. Ces nouveaux concepts d'agrément et de délégation de pouvoirs posent dorénavant les nouveaux des rapports entre l'État et le sport français et ont pour conséquence d'effectuer un distinguo entre les fédérations délégataires et les autres qui, en revanche, demeurent alors plus libres de leurs statuts dans le cadre de la loi de 1901.

### L'orientation sportive de l'éducation physique scolaire
Les instructions officielles de 1945 aux enseignants des établissements scolaires restent éminemment attachées à la tradition de la méthode française. Cependant leur application ouvre la porte à l'initiation sportive développée par les théoriciens de l'Institut national des sports qui influence également la formation des cadres sportifs. Les efforts pour revenir à plus de rigueur et de classicisme à travers les instructions officielles de 1959 restent sans effets et l'éducation physique scolaire devient résolument sportive. Parallèlement à l'enseignement général secondaire qui ne concerne encore que 10 % de la population, l'organisation des activités physiques de la jeunesse ouvrière dans l'enseignement technique entraîne la création d'un nouveau corps de moniteurs issu des milieux sportifs ouvriers qui facilitent l'expansion des sports chez les apprentis.

### La laborieuse reconstruction du sport français
La Libération met fin aux expériences sportives vichystes mais l'État ne peut se priver de son potentiel d'encadrement de la jeunesse dans une phase de redressement difficile et les éducateurs sont rarement inquiétés devant les commissions d'épuration pour leur implication pendant la période précédente. Cependant les structures sortent marquées par le conflit. Le CNS est affaibli par le soutien qu'il a apporté au précédent régime et seule la préparation des jeux de Londres offre un dénominateur commun aux fédérations concernées au sein du COF. Faute d'un vrai lien commun fédérateur fort pour le reste, chacune vit la situation différemment et le redressement devient affaire individuelle.

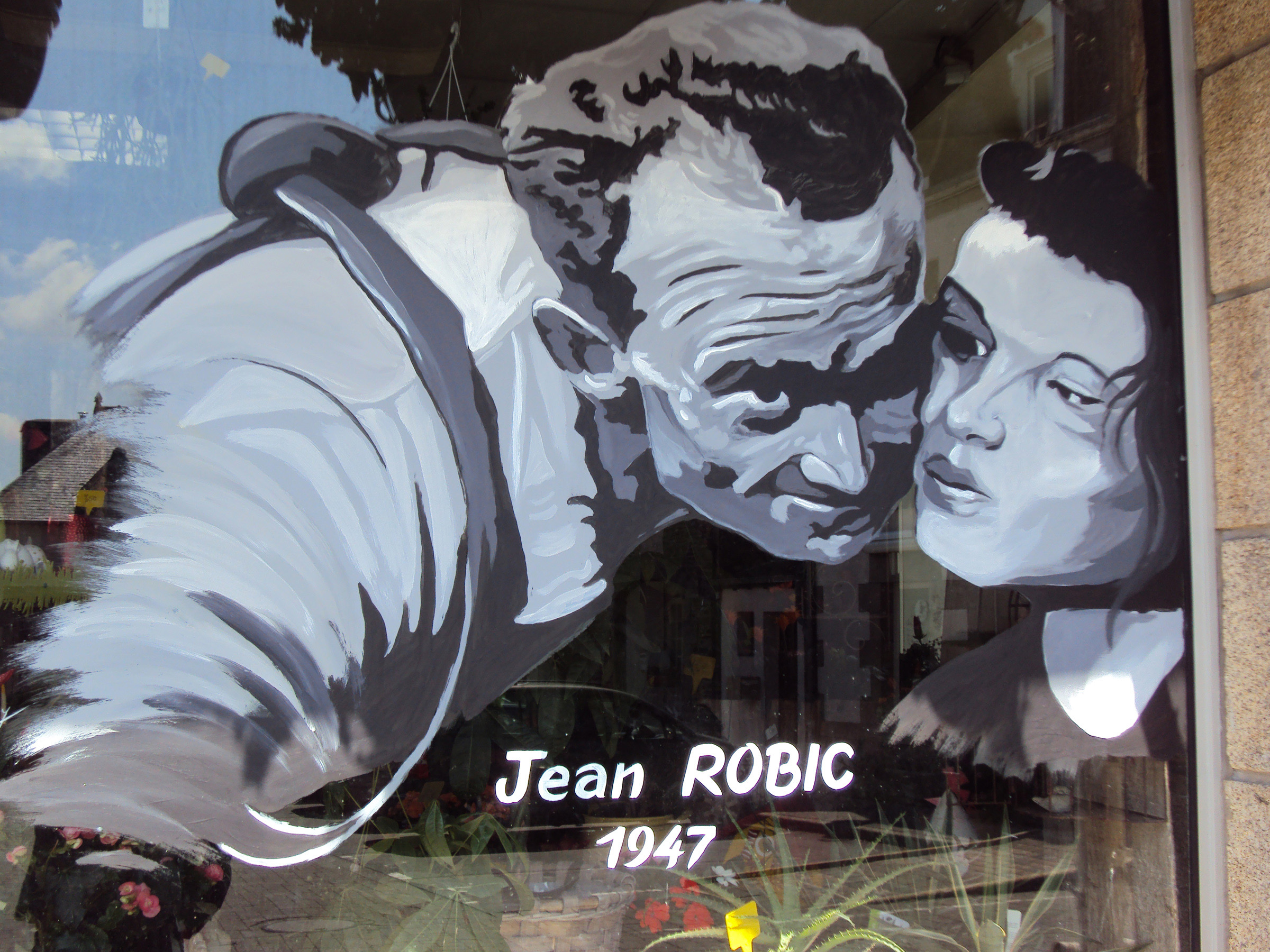
Tour 1947 : victoire de Jean Robic.

Déçus par le manque de protection de la FFF pendant l'Occupation, les clubs professionnels de football se forment en Ligue dès la fin 1944. Un bras de fer s'engage alors entre la Ligue et la Fédération. La FFF reconnaît finalement la Ligue en 1945, mais cette dernière reste sous l'autorité de la FFF. Puis ils constituent, via une association loi 1901, le « Groupement des clubs autorisés à utiliser des joueurs professionnels » (association déclarée le 12 mars 1946). Le championnat de France professionnel de football retrouve son visage normal dès la saison 1945-1946. Le handball d'origine allemande inconnu en France avant la guerre en dehors de l'Alsace-Lorraine mais devenu obligatoire à l'école en 1941 voit ainsi son implantation facilitée sur l'ensemble du territoire en dépit de difficultés pour se reconstituer en fédération. Le Tour de France 1947 gagné par Jean Robic, premier vainqueur de l'après-guerre, connaît un succès populaire considérable en traversant une France encore dévastée. La presse sportive retrouve également ses repères après les interdictions des titres comme L'Auto ou Football remplacés par L'Équipe et France Football.
À l'inverse, le rugby à XIII, interdit en 1942, retrouve ses droits dès fin septembre 1944. Mais, bouc émissaire de l'ensemble du sport professionnel français fin 1940, la Ligue Française de Rugby à XIII doit se convertir à l'amateurisme fin avril 1949 sous l'appellation de Fédération Française de Jeu à XIII. La pratique du rugby à XIII professionnel passe par la création d'une nouvelle association loi de 1901 dite Ligue de Rugby à XIII que les dirigeants fédéraux ne font pas. En conséquence le rugby à XIII est dénommé Jeu à XIII pendant 42 ans. Cette modification du statut de la fédération nationale de rugby à XIII était peut-être destinée à l'empêcher de demander réparation comme prévu par la loi du 2 octobre 1943. Il faut attendre la confirmation de l'arrêt du 25 juin 1991 de la Cour d'appel de Paris par un arrêt de la Cour de cassation du 4 juin 1993 pour que la fédération treiziste retrouve le nom de son sport, le rugby à XIII. Rien à signaler en revanche concernant le dédommagement de la spoliation de 1942. Malgré ces problèmes, le sport français retrouve ses habitudes.

## LaVeRépublique et l'ère moderne
Les années 1960 marquent un tournant du sport français et constituent son originalité enviée par les plus grandes nations sportives. À la suite de la Bérézina des Jeux de Rome (5 médailles, 0 en or, 25e nation), le général de Gaulle ne peut rester de marbre et il confie à Maurice Herzog, prestigieux alpiniste auréolé de l'ascension de l'Annapurna, la mission de remettre le sport français sur une bonne trajectoire. Celui-ci est le seul dans toute l'histoire du sport français à disposer des moyens financiers nécessaires à sa politique.

### Les réformes de Maurice Herzog
Pour la première fois, une succession de trois lois-programmes permet de rattraper le retard national en matière d'équipements sportifs. Il devient impossible de construire un établissement scolaire sans ses installations sportives de plein air et couvertes. Une dotation importante en matériel accompagne leur mise en service et la politique du plein-emploi exige leur mise à disposition du sport associatif en dehors des horaires scolaires
L'état créé également un corps de techniciens spécialisés pour le monde sportif. Le nombre de conseillers techniques sportifs créés à la fin de la IVe République en 1958 est considérablement augmenté et dès 1962 les directeurs techniques nationaux (DTN), techniciens supérieurs possédant autorité et compétences, sont mis à la disposition de chaque fédération délégataire. Chargés de penser leur sport de la base au sommet ils sont un atout considérable pour replacer la France à son rang. En 1973, on dénombre 19 DTN assistés de 91 entraîneurs nationaux et 650 conseillers techniques régionaux ou départementaux.
Conjointement à l'apparition des cadres d'État la loi de 1963, qui vise la réglementation de la profession d'éducateur physique, et son arrêté d'application de 1965, qui fixe la liste des titres de qualification, ouvrent la voie à un renouvellement et une plus grande professionnalisation de l'encadrement sportif. Celle-ci est confirmée par la mise en place progressive des brevets d'État — culture physique et tennis en 1965 puis, en 1966, plongée sous-marine, natation sportive, équitation, patinage et football — et se poursuit dans les années qui suivent pour aboutir le 15 juin 1972 à la création d'un brevet d'État en trois degrés pour chaque spécialité sportive.

### La loi Mazeaud

La Maison du sport français, siège du CNOSF.

Il revient à un autre alpiniste aussi illustre, Pierre Mazeaud, vainqueur de l'Everest en 1978, issu d'une longue lignée de juristes et juriste lui-même, d'achever le travail en 1975 par une loi d'orientation reprenant l'ensemble du dispositif précédent en y apportant trois éléments nouveaux : d'abord la reconnaissance du Comité national olympique et sportif français (CNOSF) né trois ans plus tôt de la fusion du CNS et du COF avec ses déclinaisons régionales, les comités régionaux olympiques et sportifs (CROS) ensuite la mise en place d'une politique nationale de détection du sport de haut niveau avec la généralisation des expériences sport étude et enfin la fusion de l'École normale supérieure d'éducation physique (ENSEPS) et de l'Institut national des sports (INS) au sein d'un nouvel établissement national supérieur, l'Institut national du sport et de l'éducation physique (INSEP) chargé de trois missions : la préparation des athlètes de haut niveau, la formation des cadres et la recherche.

### La loi Avice
La loi no 84-610 du 16 juillet 1984, dénommée loi Avice, apporte deux modifications radicales au statut du sport français : d'abord en légiférant sur le statut professionnel de certaines associations sportives qui se trouve enfin éclairé ; ensuite en affirmant dans son article 16 l'existence d'un service public des activités physiques et sportives dont les fonctions sont immédiatement déléguées au mouvement sportif. La délégation de pouvoirs, jusqu'ici limitée — et seulement pour certaines fédérations — à la délivrance des titres de champions nationaux et à la gestion des équipes de France, se trouve étendue à toute l'activité de toutes les fédérations. Le mouvement sportif dans son intégralité passe alors de fait de la liberté d'association à la délégation de service public. Son application s'accompagne d'un important effort de professionnalisation de l'encadrement sportif et du contrôle de celui-ci.
Les diverses modifications apportées depuis par les ministères successifs ne font que conforter cette véritable mutation de statut. La loi modificative no 2000-627 du 6 juillet 2000 affirme en effet dès son article 1 : « Les fédérations sportives agréées participent à la mise en œuvre des missions de service public relatives au développement et à la démocratisation des activités physiques et sportives ». Les fédérations qui contribuaient encore à égalité avec l'État à une mission d'intérêt national dans la loi de 1975 sont bien maintenant délégataires de service public. Leur financement est lié à l'exécution des missions spécifiées dans le cadre de contrats d'objectifs. La loi no 2003-708 du 1er août 2003 qui précise les conditions et les limites de la gestion commerciale du mouvement sportif reprend les mêmes termes.

## L'évolution des pratiques

### D'une pratique généralisée…

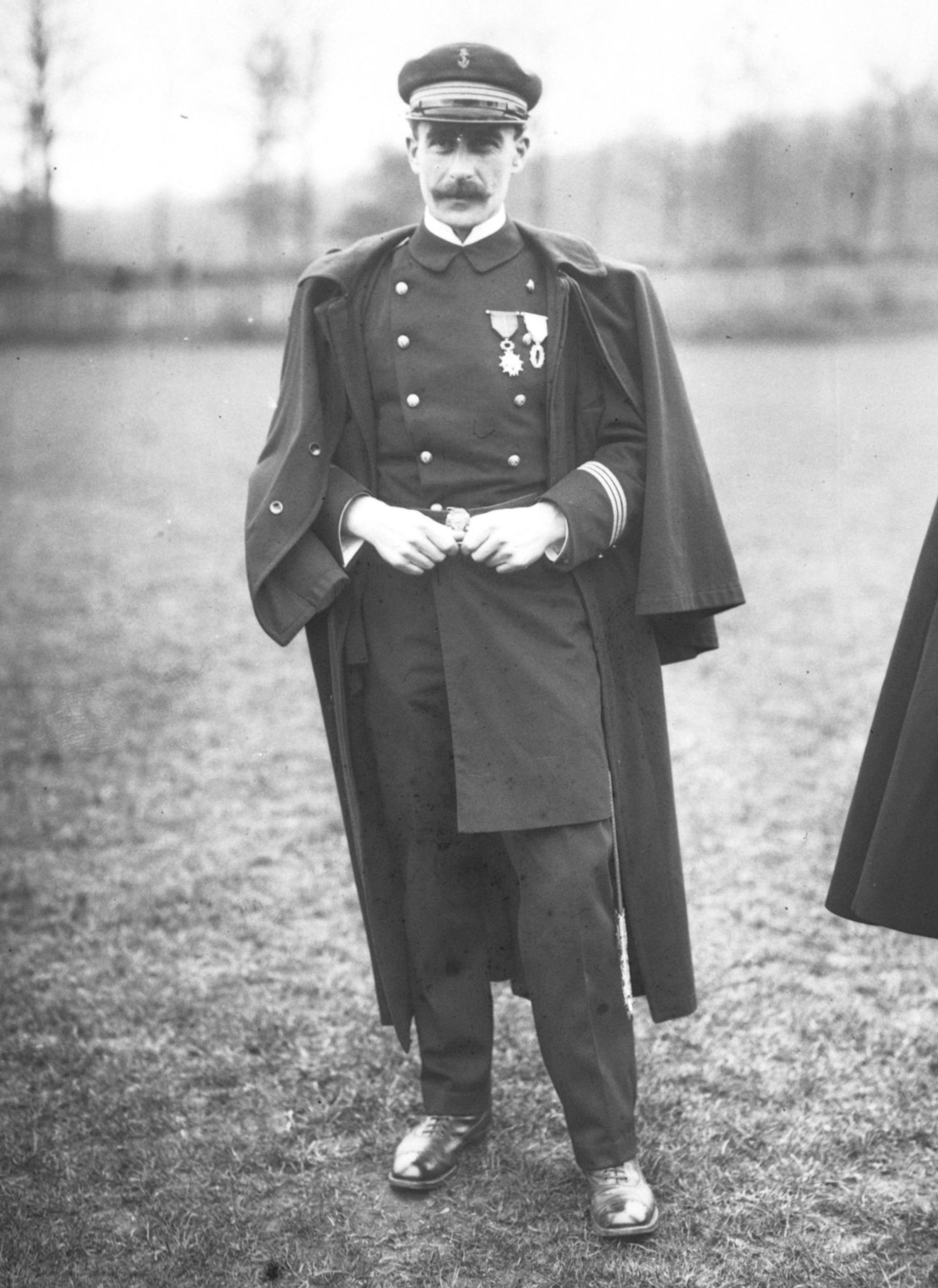
Georges Hébert, apôtre de la pratique sportive généralisée.

L'étude historique des pratiques sportives ne peut être abordée ni comprise à partir du seul modèle sportif contemporain. Les pratiques les plus diverses s’entrecroisent en effet au sein de chaque fédération. L’USFSA et la FGSPF sont dûment omnisports et leurs ressortissants pratiquent indifféremment au sein de leurs associations plusieurs activités comme l’illustrent les carrières sportives de Frantz Reichel ou de Pierre de Coubertin par exemple. Quant à l'USGF, censée promouvoir un développement et des compétences physiques complets et harmonieux, elle le reste longtemps également. Pour exemple des épreuves athlétiques aussi présentes alors dans la gymnastique continentale que dans le sport anglo-saxon, voire de natation, persistent aux championnats du monde de gymnastique artistique jusqu'en 1954. Avant cette date, les champions doivent autant leur titre au lever de gueuses ou au saut à la perche qu’à la barre fixe. La spécialisation sportive fait l'objet de débats importants entre les deux guerres comme l'atteste en 1925 l'ouvrage de Georges Hébert Le sport contre l'éducation physique, véritable plaidoyer pour une pratique sportive non spécialisée.

### … à la spécialisation sportive
Hormis quelques rares activités mécaniques ou de sports de combat, l'essentiel des activités sportives est géré à l'aube du XXe siècle par l'USFSA. Fédération exclusivement parisienne à l'origine, elle ouvre ses championnats d'athlétisme, rugby et football à la province en 1899 et les étend à la natation et au hockey sur gazon. Dès la fin de la Première Guerre mondiale, sous la présidence de Gaston Vidal (1919-1920), cette grande fédération omnisports éclate en plusieurs fédérations sportives spécialisées. La section football est la première à la quitter avec la création de la Fédération française de football le 7 avril 1919. La Fédération française de hockey sur gazon (FFH) suit en 1920 et le 11 octobre de la même année, c'est le tour de la Fédération française de rugby à XV (FFR) qui est officiellement créée pour remplacer l'USFSA en tant qu'organe dirigeant du rugby à XV en France ; Octave Léry en devient le premier président. La Fédération française d'athlétisme (FFA) voit le jour le 20 novembre et la commission natation de l'Union devient Fédération française de natation et de sauvetage, future Fédération française de natation (FFN), en 1921. Il semble que cette spécialisation réveille progressivement la tendance au professionnalisme pourtant combattue par les premiers promoteurs de l'USFSA.

### Le sport pour tous

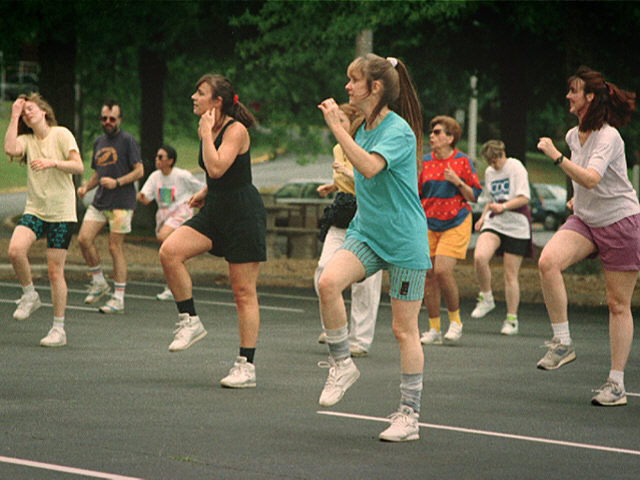
Cours collectif d’aérobic.

La généralisation des congés payés sous le Front populaire ouvre quelque temps la pratique des activités de pleine nature et celle des sports d'hiver au plus grand nombre. Les nouvelles fédérations affinitaires, fer de lance de la politique sportive de Léo Lagrange, contribuent à leur promotion. La guerre puis la reconstruction du pays marquent une stagnation, sinon un recul, dans ce domaine. À l'instar du modèle sportif de la République fédérale d'Allemagne (RFA) et en réponse aux incitations du Conseil de l'Europe, la Fédération nationale des offices municipaux du sport (FNOMS) remet le sport pour tous au programme de son congrès d'Amiens dès 1968. Il faut encore attendre la création du CNOSF pour que l'ensemble du mouvement sportif se saisisse du problème et organise à Vichy les 2 et 3 février 1973 les premières journées d'études sur ce sujet puis celles de Châtenay-Malabry les 16 et 17 juin suivants. Une importante campagne nationale s'ensuit qui, dans un premier temps, aboutit plus au développement de pratiques sauvages ou commerciales de l'aérobic puis du fitness dans les salles de sports qui se multiplient alors qu'au renforcement espéré de la pratique fédérale.
Cependant beaucoup de pratiques nouvelles qui se sont alors développées cherchent depuis s'institutionaliser et à créer des fédérations quand celles qui préexistent hésitent à leur faire place. S'ensuit le développement de compétitions qui intègrent d'entrée les dimensions spectacles et médiatisation dans leur organisation : courses sur route, triathlon, BMX, VTT, roller, skateboard, escalade, ski acrobatique, freestyle et extrême. Le phénomène n'étant pas propre à la France certaines de ces activités ont déjà trouvé place depuis aux Jeux olympiques :  ski acrobatique (1992), VTT (1996), Beach volley (1996), BMX (2008), Ski cross (2010). La demande de pratique de loisirs qui s’est également fortement développée entraîne l'apparition de nouvelles structures publiques - parcours de santé, murs d'escalade, skatepark, snow parks - et la constitution d’un véritable marché tant au niveau de l'offre commerciale d'activité qu'au niveau de l'équipement individuel. Certaines associations gérant des activités a priori non physiques, telle la Fédération française d'échecs sont reconnues comme sportives par l'État français depuis le début du XXIe siècle.

### Le professionnalisme

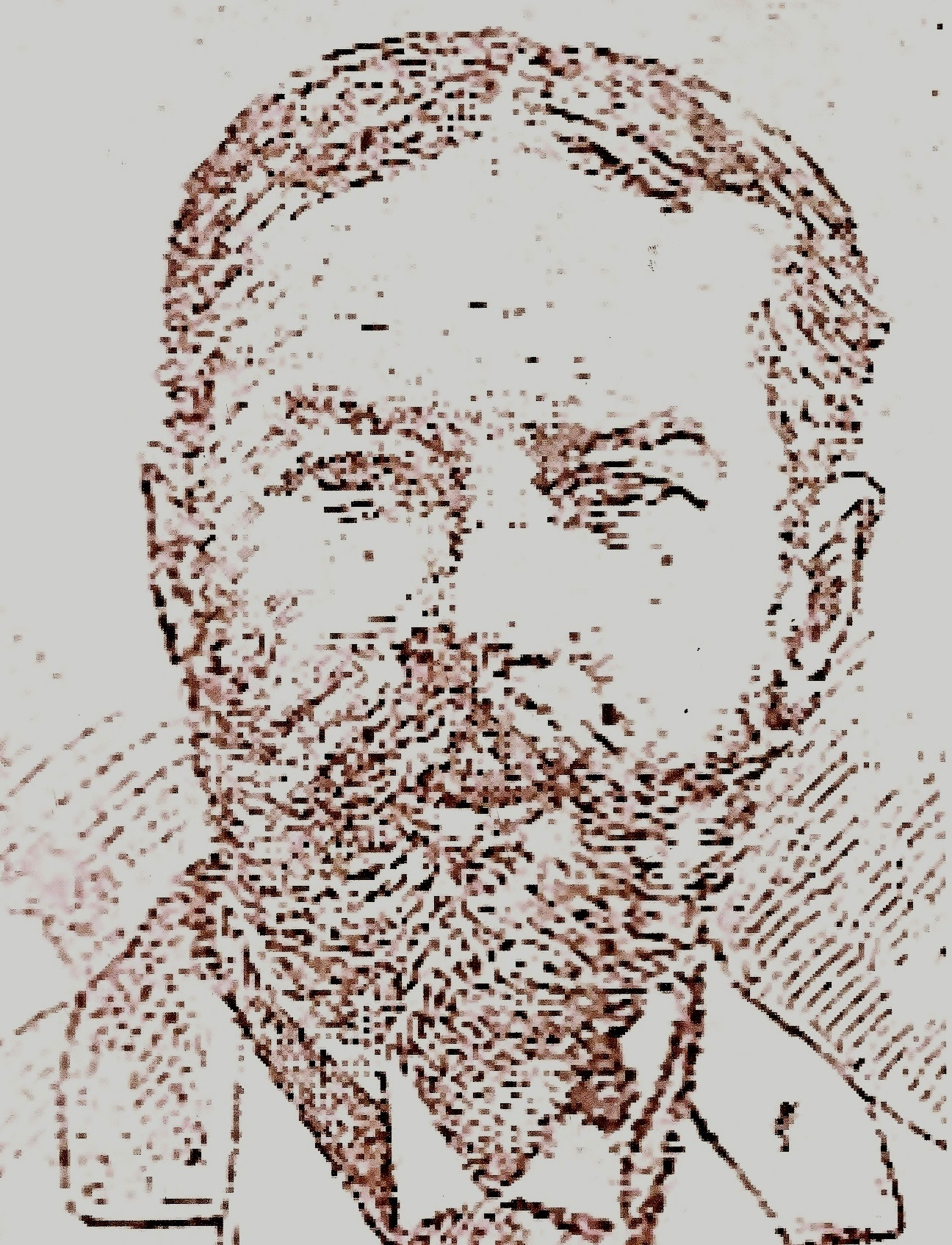
Georges de Saint-Clair, apôtre de l’amateurisme.

Le sport qui domine en France durant les deux premiers tiers du XIXe siècle est le sport hippique. Les courses de chevaux passionnent les foules et les hippodromes qui sortent alors de terre illustrent parfaitement ce fait. Nombre de courses prestigieuses sont d'ailleurs créées à cette période : Prix du Jockey Club en 1836, Prix de Diane en 1843 ou Grand Steeple-Chase de Paris en 1874. À la fin du siècle, le cyclisme s'impose comme le sport le plus populaire. La petite reine permet la mise en place dès les années 1870 de compétitions professionnelles suivies par des médias spécialisés. Le cyclisme n'innove toutefois pas dans ces domaines car il existe déjà en France une presse du sport hippique dès les années 1820. Les jockeys sont des professionnels, comme les joueurs de paume ou les rameurs qui disputent un championnat professionnel d'aviron sur la Seine depuis les années 1830. Les courses à pied sont aussi dotées de prix en espèces dès 1853. Pendant trois décennies, les coureurs professionnels français s'affublent de surnoms : « Cerf Volant », « L’homme éclair » ou « L’homme vapeur ». Ainsi le professionnalisme, pratiqué par les Grecs et les Romains, fait partie intégrante du sport français avant que Georges de Saint-Clair et Ernest Demay ne lancent une campagne de « purification » de l'athlétisme au milieu des années 1880 et obtiennent l'interdiction des paris sur les courses athlétiques (les coureurs s'habillaient en jockey et faisaient l'objet de paris, comme aux courses). La bataille entre sport professionnel, totalement exclu sous le régime de Vichy, et sport amateur reste longtemps vive en France. Il faut attendre les années 1990 et la professionnalisation des Jeux olympiques (1992) et du sport symbole de l'amateurisme, le rugby à XV (1995) pour voir ce débat vieux d'un siècle prendre fin dans l'Hexagone. La professionnalisation du sport français est toujours en cours avec l'adoption de ce statut par le handball, le basket-ball ou le volley-ball dans les années 1990. Toutefois, certaines disciplines comme le football féminin n'en bénéficient pas encore alors que les basketteuses ou volleyeuses y ont droit.

### La médicalisation et le dopage

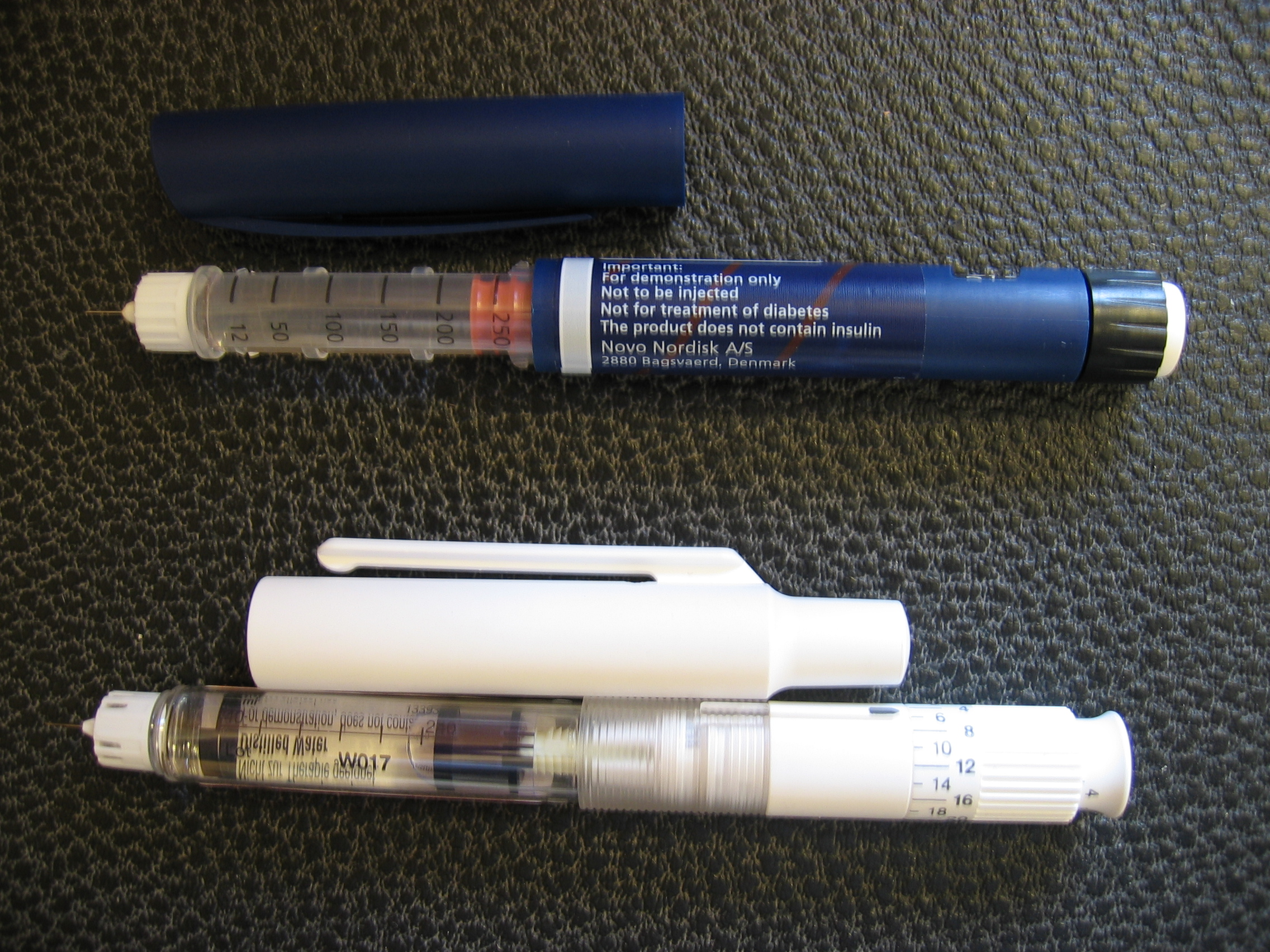
Matériel de dopage.

Le dopage des chevaux de course est une pratique ancienne qui rejaillit très tôt sur les premières compétitions humaines professionnelles. Très logiquement, les différentes formes de courses sont atteintes les premières, de façon très artisanale parfois à partir de produits vétérinaires. C'est après le traité de Versailles que la problématique de la préparation biologique des athlètes semble se poser en termes véritablement scientifiques à la Sporthochschule de Leipzig en Allemagne. La préparation des Jeux olympiques d'été de 1936 à Berlin accélère le processus dont les présélectionnés d'origine juive sont les véritables cobayes humains. Les connaissances acquises, connues en Europe après 1945 deviennent un des enjeux du sport mondial en période de Guerre froide. La République démocratique allemande bénéficie alors des travaux précités alors qu'un laboratoire d'anthropomaximologie voit le jour à l'université Lomonosov de Moscou, dirigé par le biologiste Vladimir Kuznetzov également président de la commission scientifique de la Fédération internationale de gymnastique (FIG) et frère du décathlonien Vasily Kuznetsov.
La préparation biologique se professionnalise et se généralise dans certains sports à la fin des années 1950 et au début des années 1960. Le décès télévisé de Tom Simpson lors du Tour de France 1967 entraîne une forte prise de conscience médiatique et un an plus tard, lors des Jeux olympiques d'été de 1968, le Comité international olympique (CIO) officialise les contrôles antidopage ainsi que des tests de féminité pour les femmes. Mais il faut attendre 1989 pour voir apparaître les contrôles inopinés. À la demande des sportifs eux-mêmes et du CIO, le code mondial antidopage revu et adopté le 17 novembre 2007 à la conférence de Madrid institue des sanctions financières pour les sportifs convaincus de dopage. Chaque fédération internationale ou nationale peut, au terme de l’article 10.12 du nouveau code, en instaurer l'application étant donné que celles-ci ne peuvent en aucun cas se substituer à une autre sanction comme une période de suspension. En France, le laboratoire national de dépistage est implanté à Châtenay-Malabry.

### La médiatisation
Le sport hippique dispose d'une presse spécialisée en France depuis 1828 (Journal des Haras) et le cyclisme s'en dote dès 1869 (Le Vélocipède illustré). Le sport entre dans les colonnes de la presse généraliste à la fin du XIXe siècle. Alors que Pierre de Coubertin fonde La revue athlétique en 1890, Le Vélo, créé en 1892, est le premier titre de presse quotidien omnisports. Fondé le 16 octobre 1900 par Henri Desgrange— sous le titre L'Auto-Vélo — L'Auto devient rapidement le principal quotidien sportif français jusqu'au 17 août 1944. Ce titre met notamment en place le Tour de France, ce qui lui permet de prendre définitivement l'ascendant sur son concurrent, Le Vélo dès 1903. Parmi ses collaborateurs, il faut distinguer Frantz Reichel également journaliste au Figaro où il crée la rubrique sportive et au Sport illustré. Brillant champion polyvalent, Reichel est aussi le fondateur de l'Association internationale de la presse sportive (AIPS) qu'il préside de 1924 jusqu'à son décès en 1932.

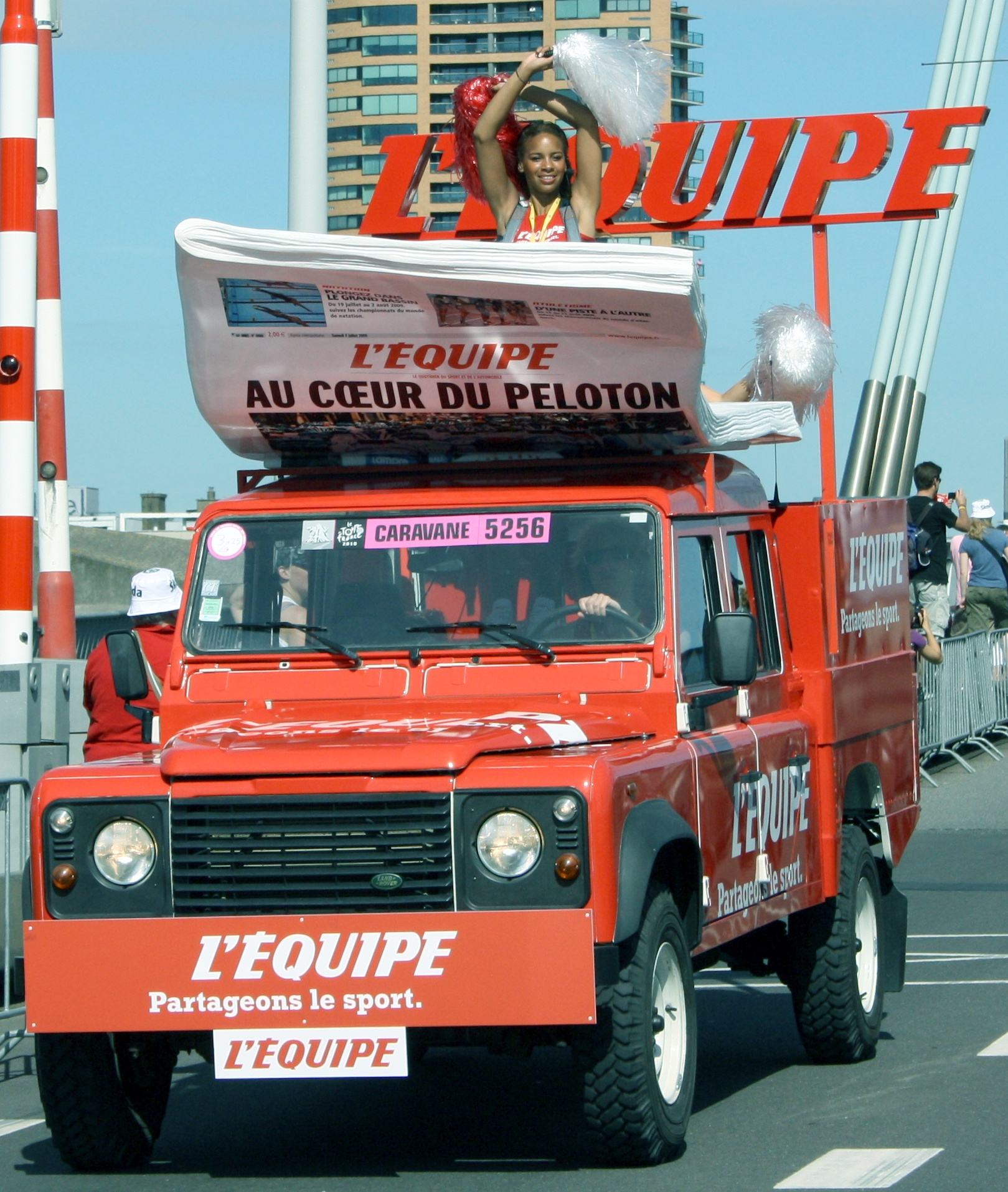
L’Équipe sur les routes du Tour de France.

Créé le 28 février 1946 par Jacques Goddet pour succéder à L’Auto, le journal L’Équipe est à l'origine notamment de la Coupe d'Europe des clubs champions. De grands journalistes sportifs tels que Pierre Chany, Gabriel Hanot, Jacques Marchand, Jacques Ferran ou Marcel Hansenne ont contribué à la renommée du titre. Ses contenus sont particulièrement consacrés au football et aux sports mécaniques, certaines disciplines n'y paraissant vraiment qu'à l'occasion des Jeux olympiques. À côté, chaque grand quotidien national et régional développe une importante rubrique sportive qui diverge parfois de cette orientation. Ainsi Le Dauphiné libéré fait une large place aux sports de montagne et au cyclisme alors que Ouest-France et Sud Ouest relaient largement les évènements liés au nautisme.
L’Équipe qui appartient au groupe Amaury possède également une chaîne d’informations sportives en continu L'Équipe TV depuis 1998. En effet le média qui s'impose à partir des années 1980 est la télévision. Football, rugby à XV et cyclisme restent longtemps les plus diffusés, mais depuis le début des années 1980, des sports comme le tennis ou le sport automobile profitent également de nombreuses heures d'antenne. La multiplication des chaînes et la création de chaînes thématiques permettent désormais la diffusion de très nombreuses disciplines.

### Le pari sportif
Depuis le XVIIIe siècle, les paris sont indissociables du sport dans les pays anglo-saxons. Mais une grande partie des efforts de Thomas Arnold est de s’y opposer afin de fonder l’aspect éducatif du sport et tous les promoteurs du sport français s’inscrivent pleinement dans cette dynamique au début du siècle passé. La proposition d'introduire les paris sportifs en France est encore vivement combattue au début des années 1950 et ils n’y sont légitimés qu’au milieu des années 1980 sous le ministère de Laurent Fabius, Alain Calmat étant ministre de la Jeunesse et des Sports. En application de l'article 21 de la loi no 2010-476 du 12 mai 2010 c'est l'autorité de régulation des jeux en ligne (ARJEL) qui régule le marché des paris sportifs.

## Les acteurs

### Les dirigeants

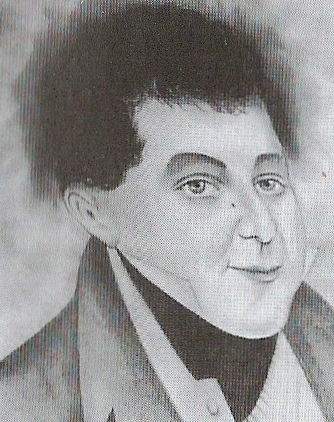
Don Francisco Amoros, « père » de la gymnastique française.

Les premiers initiateurs des pratiques physiques sont des pédagogues et des aristocrates humanistes, vite soutenus par des politiques quand ils ne s'engagent pas eux-mêmes dans cette seconde voie pour promouvoir leur idéal éducatif. Depuis, d'autres catégories se sont intéressées au phénomène, caractérisables aujourd'hui en rubriques. Les exemples cités procèdent souvent d'au moins deux catégories : Paul Bert relève autant du domaine scientifique que du politique et les trois plus récents cités chez les « sportifs » ont également une dimension politique importante.
- Les humanistes[P 24] : la gymnastique et le sport se développent en France au début du XIXe siècle en référence aux travaux des grands pédagogues germaniques et anglo-saxons. Francisco Amoros, Eugène Paz, Charles Cazalet sont les héritiers des premiers ; Georges de Saint-Clair, Pierre de Coubertin des seconds ;
- Les politiques : dès la Restauration, l'État s'intéresse aux travaux des précédents qui les sollicitent souvent mais c'est véritablement la IIIe République avec Paschal Grousset, Félix Faure, Paul Déroulède qui intègre les pratiques physiques à la vie nationale. Plus tard d'autres, tels Gaston Vidal, Henry Hébrard de Villeneuve, Jean de Castellane, Jean de Beaumont maintiennent cette tradition de l'intérêt du politique pour le sport. Au début du XXIe siècle l'attitude des élus est déterminante pour la politique sportive locale[P 25] ;
- Les scientifiques : la IIIe République se fonde sur le rationalisme et il ne faut pas s'étonner qu'elle confie rapidement aux biologistes le soin de guider les pédagogues chargés du relèvement de la nation. Le sport se développe donc sous contrôle médical. Citons particulièrement : Paul Bert, Georges Demenÿ, Fernand Lagrange, Philippe Tissié, André Latarjet ;
- Les champions qui gravitent dans l'entourage des dirigeants et qui le désirent sont invités, une fois leur carrière terminée, à s'investir dans la direction et la gestion du sport. Le phénomène est sensible dès le début du XXe siècle avec Frantz Reichel puis Armand Massard, Jean Borotra. Il se perpétue au XXIe siècle avec Guy Drut, Jean-François Lamour, Alain Calmat auxquels on peut ajouter Maurice Herzog et Pierre Mazeaud ;
- Les acteurs économiques : eux-mêmes répartis en deux sous catégories : les mécènes (Melchior de Polignac) et les promoteurs parmi lesquels se retrouvent aujourd'hui les agents[55] de certains sportifs professionnels et/ou de haut-niveau[P 26].

### Les techniciens

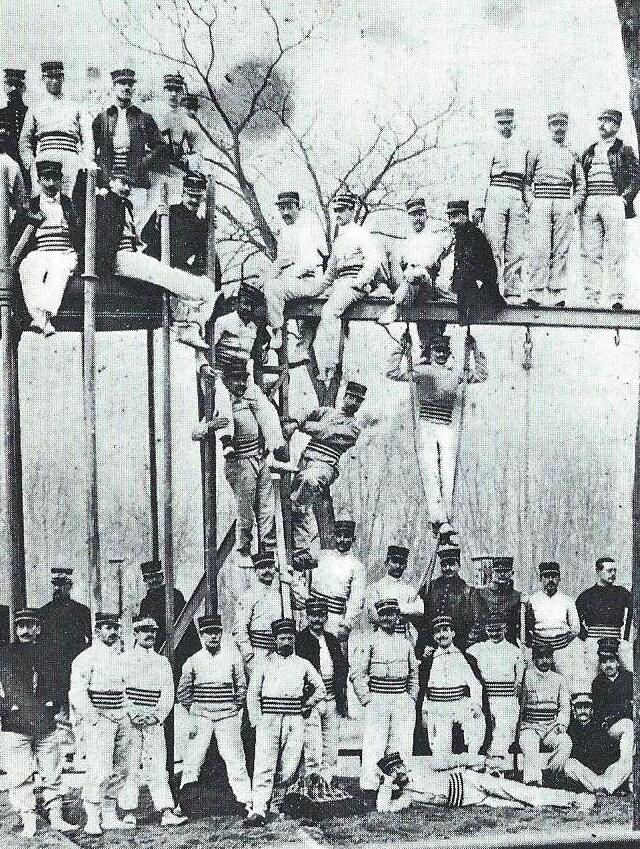
Élèves-stagiaires de Joinville au XIXe siècle.

Les maîtres d'armes et les maîtres de manège sont probablement les premiers éducateurs sportifs français. Ils semblent être longtemps les seuls car lors de l'apparition de la gymnastique au début du XIXe siècle il est fait largement appel dans un premier temps aux militaires et au recrutement de moniteurs suisses. Pour pallier cette carence, l'École normale militaire de gymnastique de Joinville ouvre ses portes le 15 juillet 1852 à la redoute de la Faisanderie. L’objectif initial de l’école est alors de former des moniteurs militaires de gymnastique mais, dès 1872, elle devient École normale de gymnastique et d'escrime de Joinville. En 1925, elle prend l'appellation d'école supérieure d'éducation physique. Deux ans plus tard, en 1927, l'USGF organise un premier cours annuel pour les moniteurs civils de ses associations à Dinard. C'est le début des formations de cadres fédéraux qui assurent, avec le soutien de l'Institut national des sports à partir de 1945, la propagation des techniques sportives jusqu'à l'apparition des premiers brevets d'État à la fin des années 1960. À partir de 1962 le corps de techniciens fonctionnaires créé en 1958 — conseillers techniques départementaux (CTD) et régionaux (CTR) — est placé sous l'autorité d'un directeur technique national (DTN) dont le rôle est de coordonner les divers problèmes administratifs, humains et techniques de chaque discipline de la base au sommet. Le 6 août 1963 paraît une loi régissant l'encadrement sportif contre rétribution et un arrêté de 1965 fixe les titres de compétences requis. Un brevet d'État d'éducateur sportif en trois niveaux est créé par décret du 15 juin 1972. L'ensemble de ces dispositions a été repris et précisé dans les lois d'orientation successives parues depuis.

### Les champions
Des grands champions français ont marqué de leur empreinte l'histoire mondiale de leur discipline. Ainsi, au début du XXe siècle Joseph Martinez, Marcel Lalu et Marco Torrès dominent la gymnastique mondiale et en 1934 l'équipe de France féminine de basket-ball devient la première équipe féminine française championne du monde en écrasant les États-Unis par 34 à 23 le 11 août 1934 au White Hall de Londres. Plus près de nous des joueurs français reçoivent la consécration suprême dans leur spécialité : Ballons d'or pour le football (Raymond Kopa, Michel Platini, Jean-Pierre Papin, Zinédine Zidane), Hall of fame pour les rugbymen

(Jean Prat, Philippe Sella, André et Guy Boniface, Serge Blanco, Lucien Mias) et les basketteurs (Robert Busnel, Jacky Chazalon). La Fédération des internationaux du sport français distingue aussi chaque année les plus grands champions français à travers la cérémonie des Gloires du sport. Deux cent quatre-vingt-sept noms sont déjà inscrits sur le mur de la gloire du CNOSF où l'athlétisme, l'escrime, le ski et le cyclisme sont particulièrement représentés ; quelques multichampions du monde et/ou olympiques dont la carrière est cependant terminée manquent encore à l'appel. Le handball avec l'épopée des Barjots puis la domination des équipes de France masculines de 2008 à 2014 mérite une mention spéciale.

### Les partenaires publics
Le sport français établit aussi des interfaces avec d'autres systèmes. Outre les liens de subordination créés par la délégation de service public qui le rattachent à l'État ceux qui le lient aux collectivités territoriales, propriétaires et gestionnaires des équipements de pratique et de compétition, sont encore plus cruciaux. En ce sens, municipalités et conseils généraux influent par leurs choix politiques sur le management des activités et des associations sportives. La Fédération nationale des offices municipaux du sport (FNOMS) et l'Association nationale des élus du sport (ANDES) jouent à ce niveau un rôle important d'intermédiaires. Enfin l'Éducation nationale par les options éducatives prises en toute indépendance au niveau de l'Éducation physique et sportive n'est pas sans influencer le recrutement local ni orienter le choix d'activité de nombreuses associations. En effet, certaines d'entre elles, faute d'écoles de sport attitrées, assurent une partie de leur recrutement en fonction des activités pratiquées par les associations sportives scolaires des établissements proches. Des contrats lient d'ailleurs parfois les deux parties et l'Éducation nationale intervient à nouveau de façon importante à travers les sections sport-étude qui concernent la formation de l'élite de chaque fédération.

## Les grandes manifestations

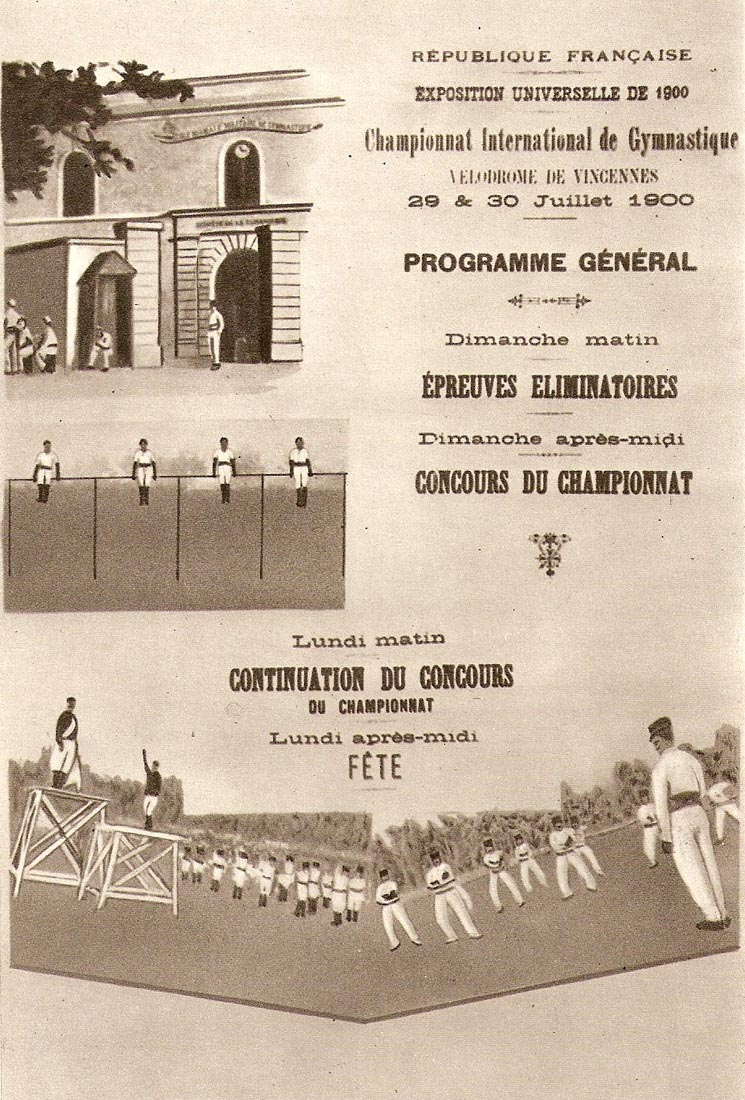
Fête fédérale lors de l'exposition universelle

Outre les courses hippiques qui mobilisent les foules dès le début du XIXe siècle la France a aussi connu peu de temps après l'organisation sur son sol d'autres grandes manifestations sportives nationales et internationales.

### Les fêtes fédérales
À partir de la Fête de la régénération nationale organisée le 16 mai 1878 par l’USGF sous la présidence de Jules Simon, la Fête fédérale qui se déroule chaque année est le grand évènement sportif national. En réunissant devant le président de la République Sadi Carnot plus de 10 000 gymnastes issus de 830 sociétés françaises et étrangères en 1889 lors de la XVe fête fédérale de Paris au polygone de Vincennes, Joseph Sansbœuf conforte le lien de la gymnastique avec l’État français. Les présidents successifs de la République honorent ensuite chaque année la manifestation de leur présence effective. Celle de Paris en 1900 inaugure le vélodrome de Vincennes et se trouve incluse dans le programme des Jeux olympiques. À partir de 1898 la FGSPF organise aussi une manifestation annuelle similaire. Il faut attendre l’apparition du Tour de France en 1903 pour que celles-ci soient concurrencées dans l’opinion publique.

### Les Jeux olympiques

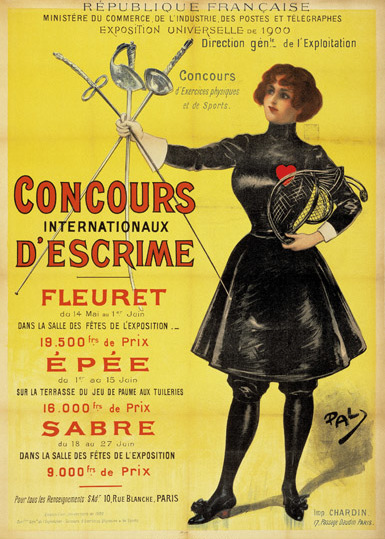
Affiche des Jeux de 1900 à Paris.

Les Olympiades de la République qui se tiennent à Paris en 1796, 1797 et 1798 sont l'occasion d'une première mise en œuvre du système métrique. À la suite, Esprit-Paul De Laffont-Poulotti réclame déjà le rétablissement des Jeux olympiques et dépose un projet à la municipalité parisienne qui ne donne pas suite mais le CIO honore sa mémoire en 1924[réf. souhaitée]. Une fois rétablis en 1894 par Pierre de Coubertin les Jeux olympiques sont organisés pour la première fois en France, à Paris, en 1900 à l'occasion de l'exposition universelle. Ils le sont à nouveau en 1924, année où Chamonix accueille les premiers Jeux olympiques d'hiver. Depuis ces derniers ont été accueillis par Grenoble en 1968 et Albertville en 1992. Paris accueille pour la troisième fois en 2024 les Jeux olympiques d'été.

### Le Tour de France
Créé en 1903 par Henri Desgrange et le journal L'Auto, le Tour de France est une compétition cycliste par étapes qui se déroule chaque année en France, au mois de juillet. En 2009, 78 chaînes de télévision retransmettent le Tour de France dans 170 pays. C'est, d'après son organisateur, la plus grande compétition sportive mondiale annuelle.

### Les championnats du monde

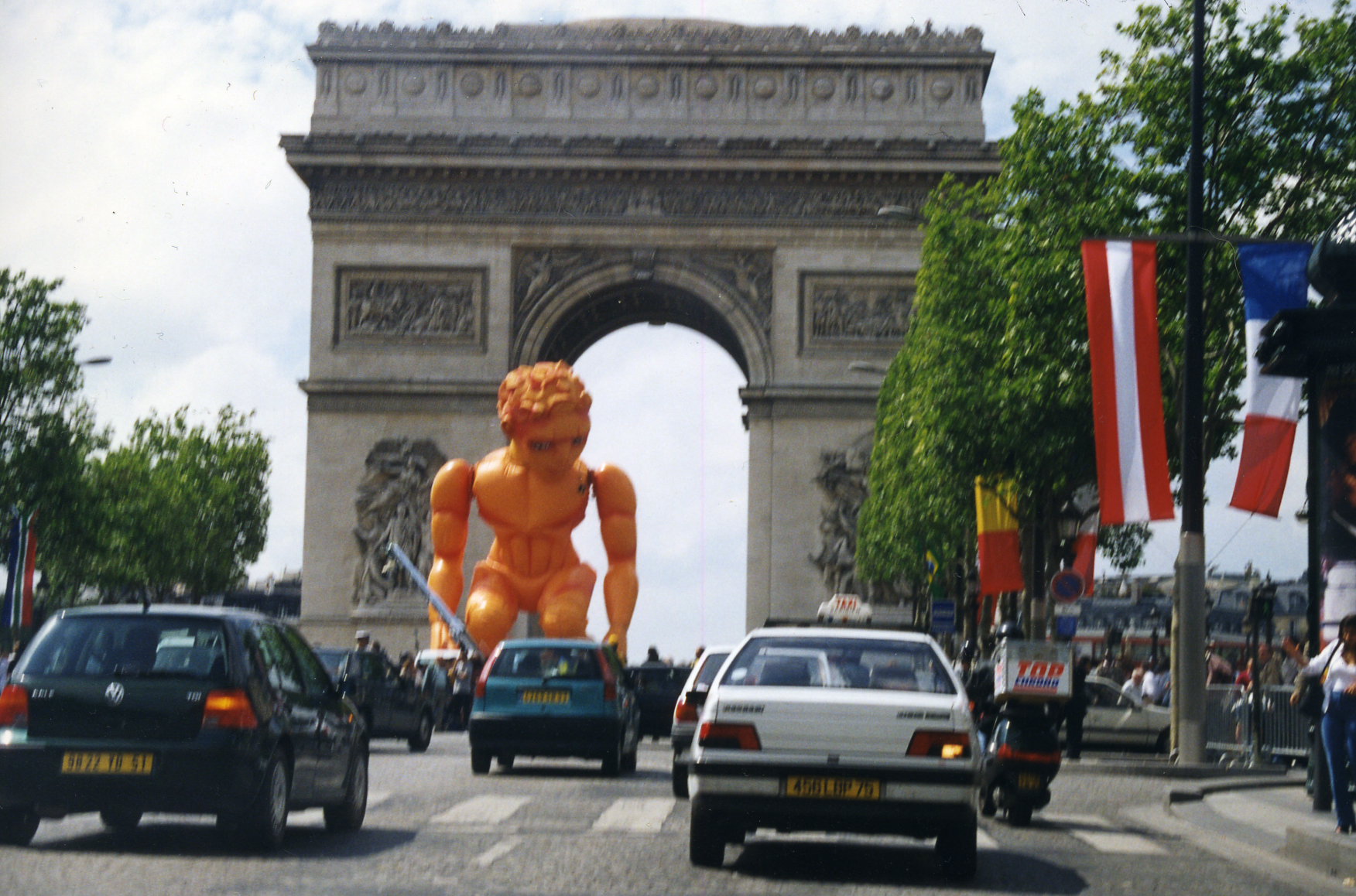
Défilé d'ouverture de la coupe du monde de football en 1998 à Paris.

Le premier championnat du monde, tous sports confondus, semble être celui de jeu de paume organisé en France en 1740 ; le français Clergé, vainqueur du tournoi, est le premier champion du monde de l'histoire du sport. À la suite du succès du tir aux Jeux olympiques d'été de 1896, Lyon organise les premiers Championnats du monde de tir l'année suivante, bien que la fédération internationale ne soit créée que 10 ans plus tard. Le premier tournoi international pérenne est le tournoi européen de gymnastique que la France accueille trois fois : en 1905 à Bordeaux, en 1913 à Paris et en 1926 à Lyon. En 1930, le premier Championnat du monde de hockey sur glace organisé en dehors du cadre des Jeux olympiques débute à Chamonix avant d'être transféré à Berlin et à Vienne en raison des conditions climatiques. Cette compétition revient en 1951 à Paris, la capitale française accueillant également l'édition 2017 coorganisée avec la ville allemande de Cologne. En 1931 les premiers Championnats du monde de gymnastique artistique sont organisés à Paris dans le cadre de l'Exposition coloniale ; ils reviennent en France en 1978 et 1992. Les Championnats du monde de patinage artistique se tiennent à Paris en 1936 et reviennent 5 fois en France jusqu'en 2000. En 1937 Paris accueille les premiers Championnats du monde d'escrime ; depuis la France a reçu 8 fois cette compétition ; en 2010 pour la dernière fois. En 1938, c'est la 3e édition de la Coupe du monde de football qui se déroule dans l'hexagone ; elle est à nouveau accueillie en 1998. Après la guerre 1939-1945, les championnats du monde se multiplient. Ceux de judo se déroulent en France en 1979, 1982 (féminin), 1997 et 2011, de lutte en 1987, d'athlétisme en 2003, de rugby à XV en 2007.

### Les Grands Prix et grands évènements

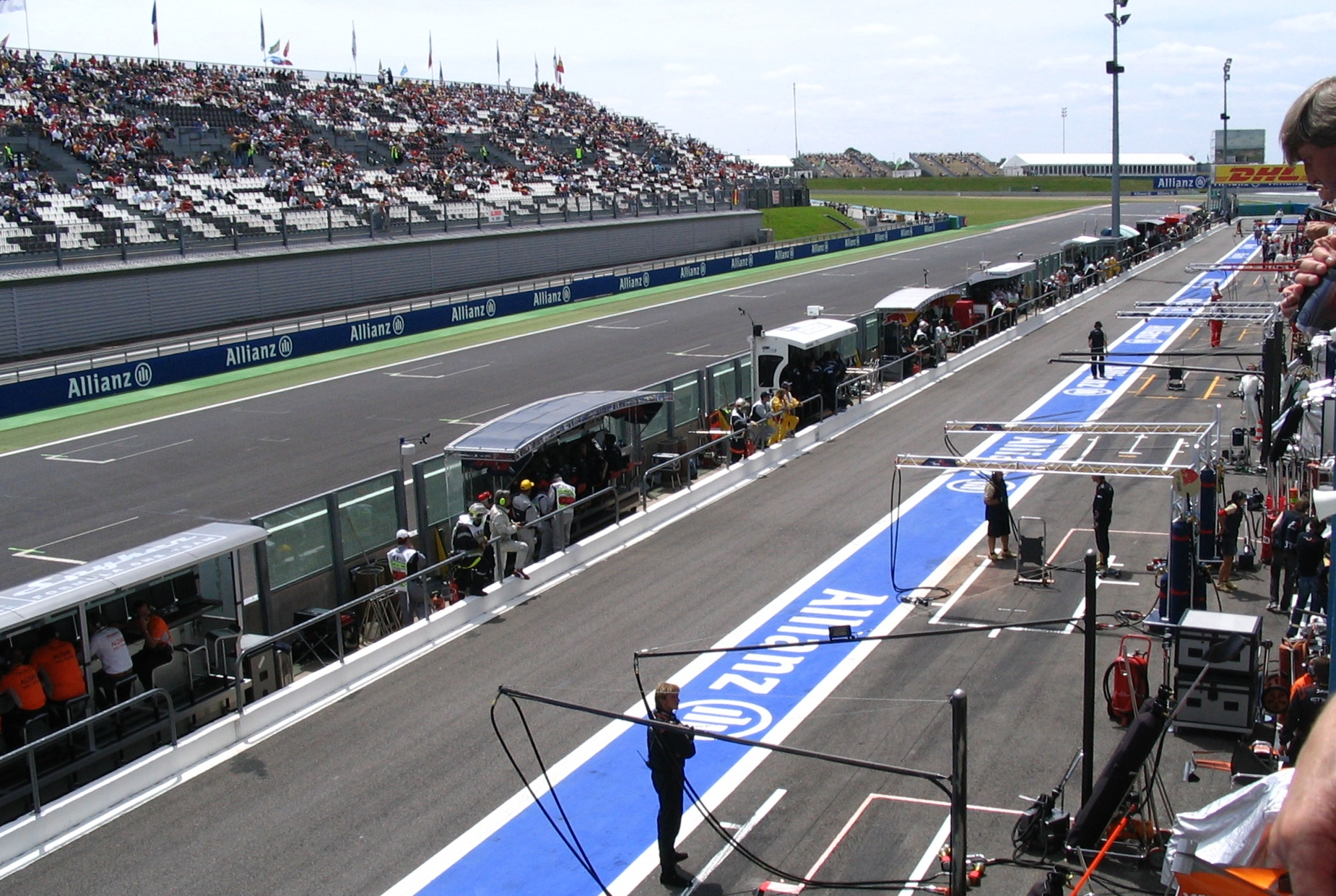
Grand Prix automobile de France à Magny-Cours.

Le terme de Grand Prix apparaît en 1863 dans le monde des courses hippiques avec le Grand Prix de Paris. Il s'étend plus tard à d'autres disciplines comme le cyclisme, la compétition automobile avec le Grand Prix de Pau en 1901, les courses de motos et le tennis en 1925 (Roland-Garros).
Il convient enfin d'y ajouter les grandes rencontres internationales bilatérales tant en sports collectifs qu'en sports individuels et les finales des championnats de France. Parmi celles-ci, deux revêtent une solennité particulière : celle de la coupe de France de football présidée depuis 1927 par le président de la République et celle du championnat de France de rugby à XV présidée chaque année par le premier ministre.

### Les Jeux de la francophonie

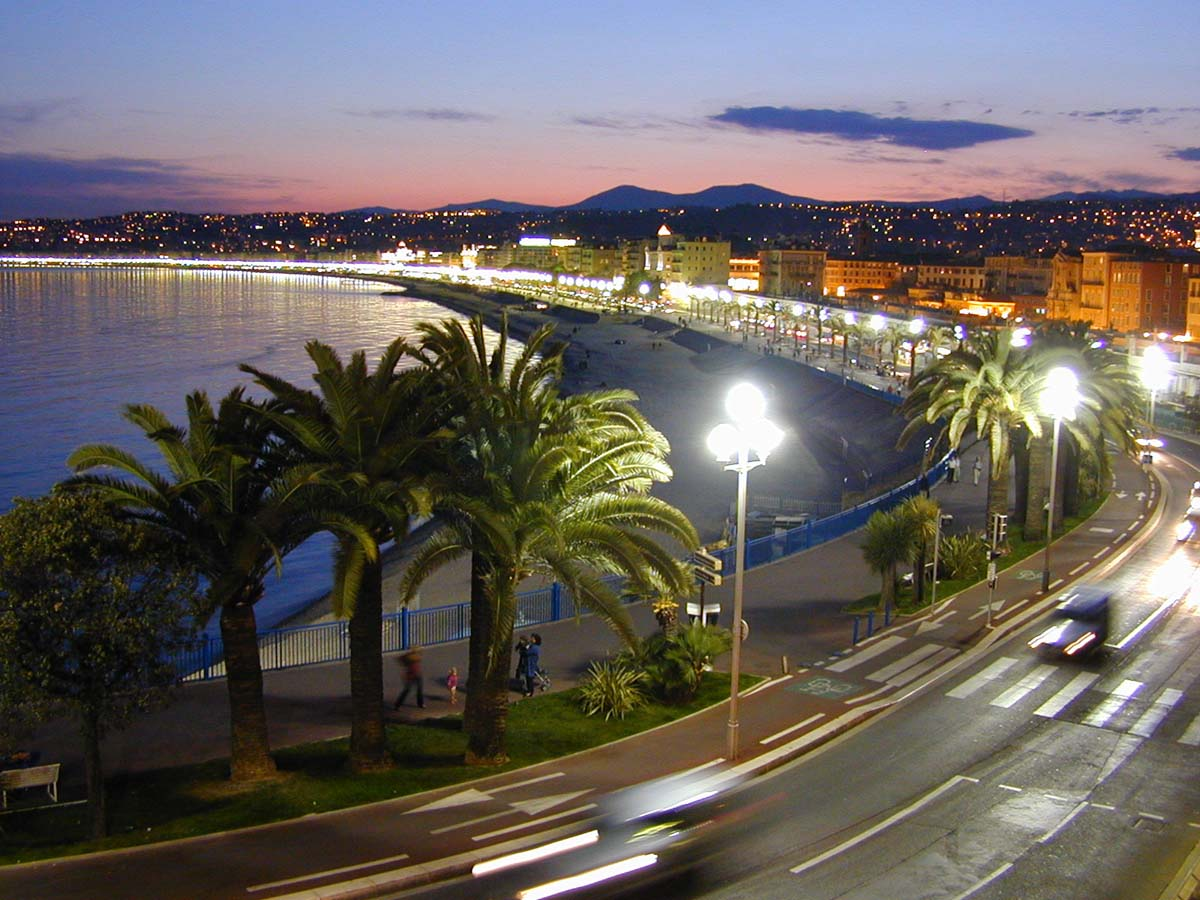
Nice accueille en 2013 les Jeux de la francophonie.

Bien que le langage technique et celui de l'arbitrage soient fortement influencés par des termes anglais, la France reste le seul pays dont la langue continue à tenir une place, certes modeste, dans le monde sportif à côté de l'anglais. Le français est la langue officielle de la Fédération internationale d'escrime et des Jeux olympiques. Depuis les jeux d'Athènes en 2004 l'Organisation internationale de la francophonie (OIT) délègue à chaque occasion une personnalité de premier plan comme grand témoin afin d'assurer et vérifier le respect de cette règle. Ont été successivement nommés par Abdou Diouf, secrétaire général de l'OIT : Hervé Bourges, Lise Bissonnette, Jean-Pierre Raffarin, Pascal Couchepin et Michaëlle Jean, ancienne gouverneure générale et commandant en chef du Canada.
Cependant c'est surtout à travers les Jeux de la francophonie organisés par le Comité International des Jeux de la Francophonie (CIJF) sous l'égide de l'OIT que la France conserve toujours une aura au sein de la planète sportive. Ceux-ci ont été créés en 1987 à Québec lors du sommet des chefs d’états et de gouvernement de la Francophonie. La Conférence des ministres de la Jeunesse et des Sports des pays d’expression française (CONFEJES) en a assuré la responsabilité jusqu’en 2004 où les chefs d’État et de gouvernement ont décidé de transformer le CIJF en organe de l'OIT. La France accueille à Nice ceux de 2013.

## À l'aube duXXIesiècle

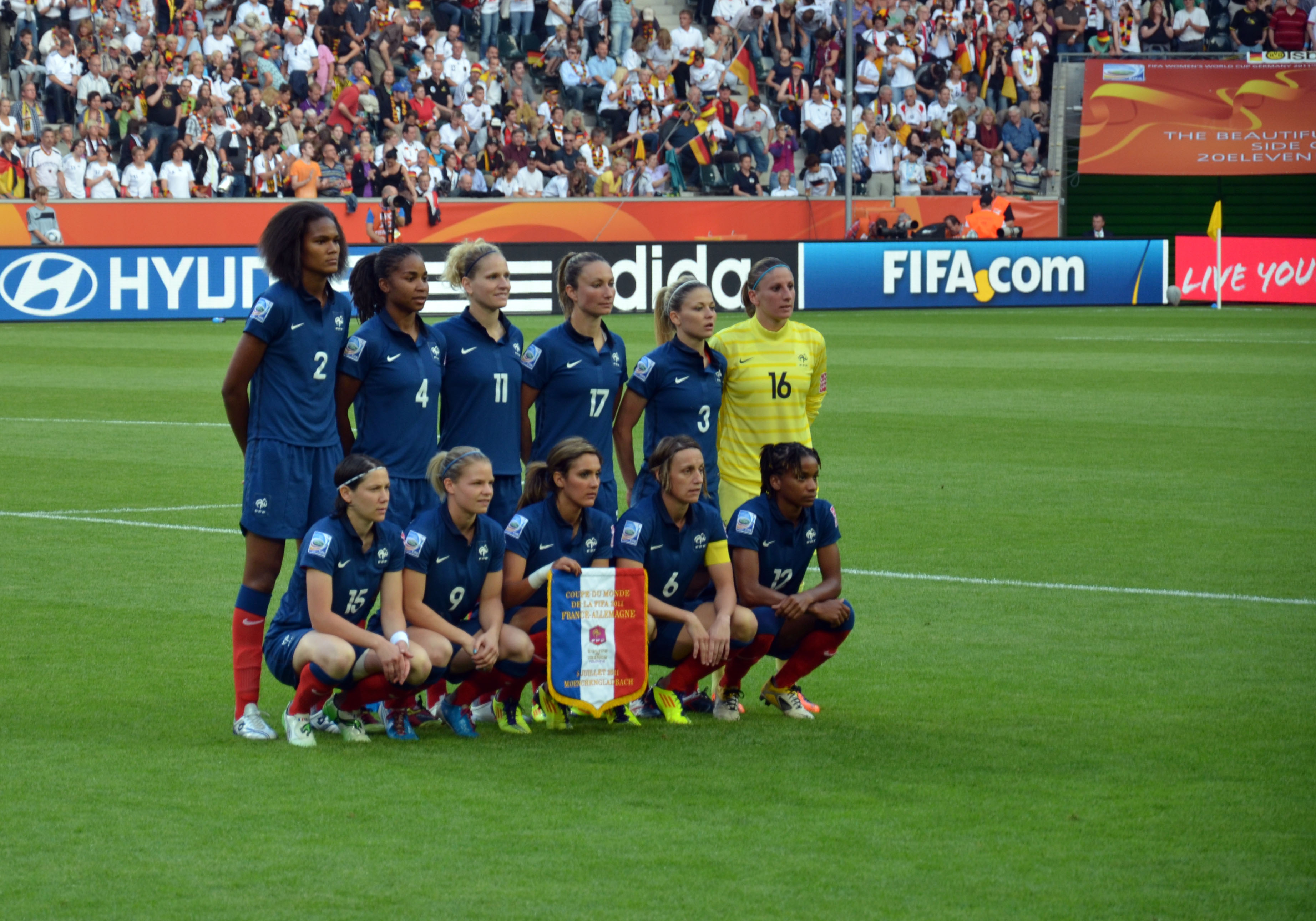
Équipe de France féminine de football 2011.

En un siècle, le sport moderne, né d'initiatives individuelles avant de devenir enjeu politique, passe du statut de partenaire associatif de la Nation à celui de délégataire de service public de l'État. Dans le même temps, il passe d'un contrôle a posteriori sur l'usage des fonds publics qui lui sont octroyés à un contrôle a priori qui s'exerce jusque dans ses propres statuts à travers des dispositions statutaires obligatoires. Cependant la pression réelle de celui-ci reste bien fonction de la capacité de chaque discipline à s'autogérer, l'État intervenant surtout en situation de carence. En décentralisant les lieux de financements et de décisions, la réforme territoriale qui se dessine ne sera pas sans répercussions sur son fonctionnement actuel très pyramidal. La tenue d'assises avec les représentants des collectivités territoriales qui ont réuni plus de 500 congressistes en novembre 2012 à Lyon est révélatrice des incertitudes ressenties.
La bataille entre sport professionnel et sport amateur reste longtemps vive en France. Il faut attendre les années 1990 avec la professionnalisation des Jeux olympiques (1992) et du sport symbole de l'amateurisme, le rugby à XV (1995) pour voir ce débat vieux d'un siècle prendre fin dans l'Hexagone. La professionnalisation du sport français est toujours en cours avec l'adoption de ce statut par le handball, le basket-ball ou le volley-ball dans les années 1990. Toutefois, certaines disciplines comme le football féminin n'en bénéficient pas encore alors que les basketteuses ou volleyeuses y ont droit. En 1963 un musée national du Sport ouvre ses portes à Paris sous la direction de Jean Durry. Il est le lieu symbolique de l'histoire du sport français, celui des grands sportifs qui ont marqué nos mémoires, un mélange d'art et de sport. Ce musée ferme ses portes en décembre 2012 pour les rouvrir à Nice le 27 juin 2014.